# Географія Камбоджі
Камбоджа — південносхідноазійська країна, що знаходиться на півдні півострова Індокитай . Загальна площа країни 181 035 км² (90-те місце у світі), з яких на суходіл припадає 176 515 км², а на поверхню внутрішніх вод — 4 520 км². Площа країни у 3,5 рази менша ніж площа України. 

## Етимологія
Офіційна назва — Королівство Камбоджа, Камбоджа (кхмер. ព្រះរាជាណាចក្រកម្ពុជា — Преах Річеаначакр Кампучеа). Назва країни походить від середньовічного (IX століття) кхмерського царства Камбуджадеша (कम्बोजदेश), що перекладається як Земля народу камбуджа, що відомий на півночі країни з I століття. Саме плем'я носило назву свого легендарного засновника Камбу Сваямбхуви. Під таким саме ім'ям (камбоджа) відомий також стародавній народ індо-іранської групи і держава в північному Афганістані (Гіндукуш), Пакистані й на Памірі (по Зеравшану). За деякими припущеннями їхня назва походить від імені перського царя Камбіза. Наскільки пов'язана назва народу камбоджа з назвою держави Камбоджа в Південно-Східній Азії достеменно незрозуміло. Існує гіпотеза, що воїни касти кшатріїв держави Камбоджа проникли на схід на територію кхмерів і утворили власну династію. Колишні назви країни: Французька Кампучія, у 1970–1976 роках Кхмерська Республіка, у 1976–1979 роках Демократична Кампучія, у 1979–1989 роках Народна Республіка Кампучія.

## Географічне положення
Камбоджа — південносхідноазійська країна, що межує з трьома іншими країнами: на півночі — з Лаосом (спільний кордон — 555 км), на заході — з Таїландом (817 км), на сході — з В'єтнамом (1158 км). Загальна довжина державного кордону — 2530 км. Камбоджа на півдні омивається водами Сіамської затоки Південнокитайського моря Тихого океану. Загальна довжина морського узбережжя 443 км.

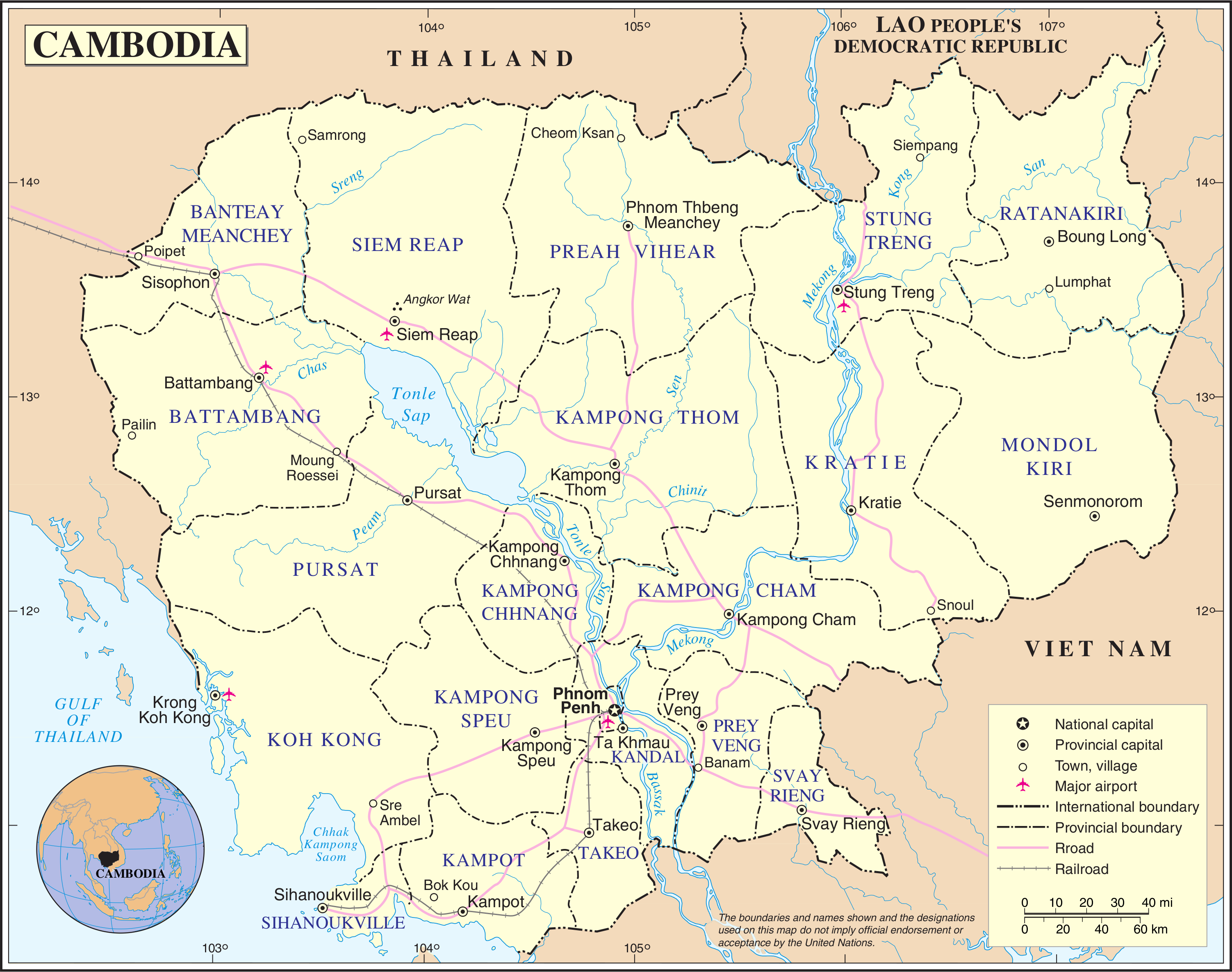
Карта Камбоджі від ООН (англ.)
Порівняння розмірів території Камбоджі та СШАПорівняння розмірів території Камбоджі та США

Згідно з Конвенцією Організації Об'єднаних Націй з морського права (UNCLOS) 1982 року, протяжність територіальних вод країни встановлено в 12 морських миль (22,2 км). Прилегла зона, що примикає до територіальних вод, в якій держава може здійснювати контроль необхідний для запобігання порушень митних, фіскальних, імміграційних або санітарних законів простягається на 24 морські милі (44,4 км) від узбережжя (стаття 33). Виключна економічна зона встановлена на відстань 200 морських миль (370,4 км) від узбережжя. Континентальний шельф — 200 морських миль (370,4 км) від узбережжя.

### Час
Час у Камбоджі: UTC+7 (+5 годин різниці часу з Києвом).

## Геологія

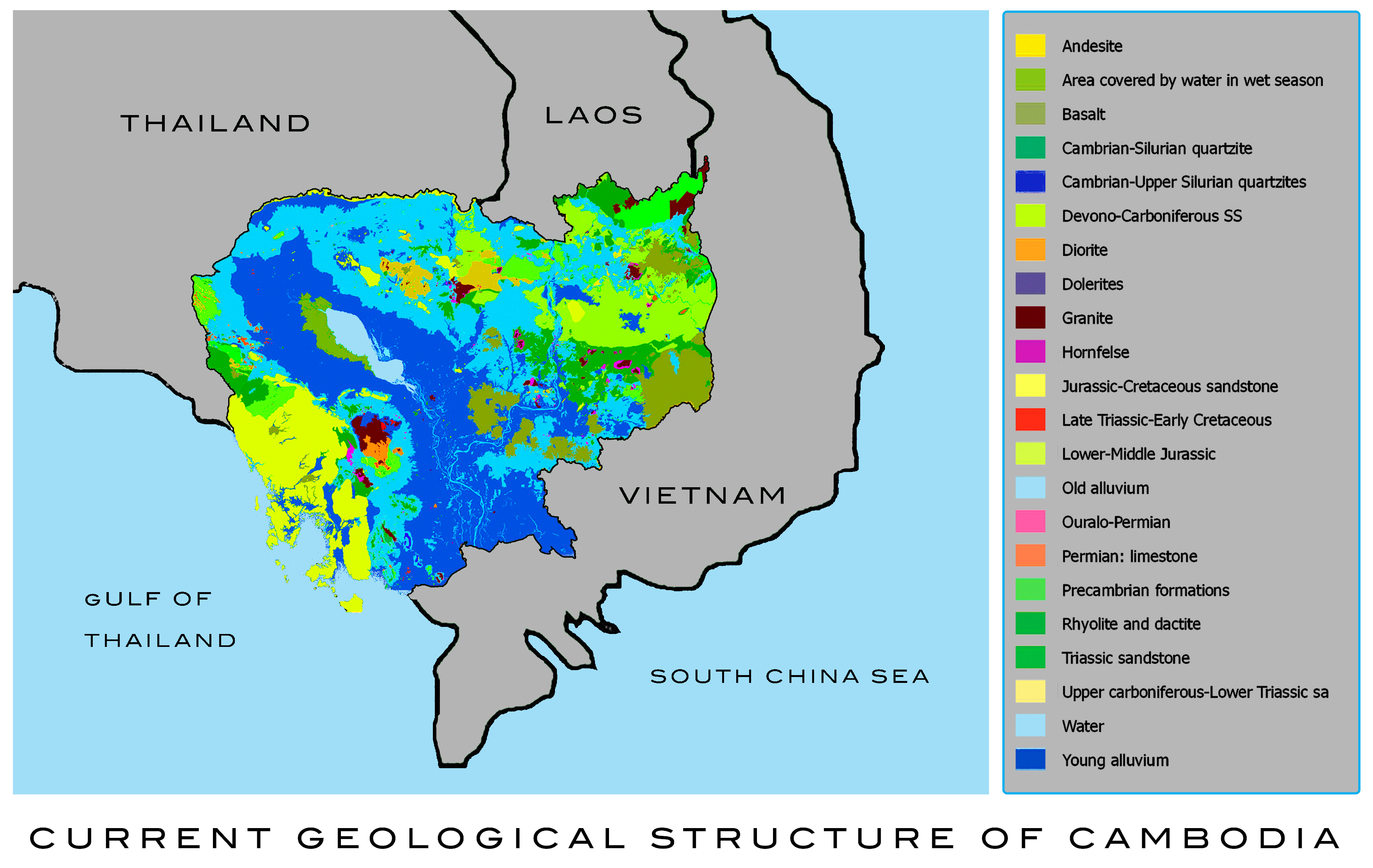
Геологія Камбоджі

## Рельєф
Середні висоти — 126 м; найнижча точка — рівень вод Тайської затоки (0 м); найвища точка країни — гора Ораль (кхмер. ភ្នំឱរ៉ាល់; 1813 м). Рельєф переважно рівнинний, більшу центральну частину країни займає Камбоджійська рівнина, що складена переважно алювіальними (Меконг) та озерними відкладеннями (Тонлесап). На заході — гори Кравань (кхмер. ជួរភ្នំក្រវាញ), або Кардамонові гори, що простяглися з північного заходу на південний схід приблизно на 350 км уздовж узбережжя Сіамської затоки. Складені переважно пісковиками. На крайньому півдні меридіонально лежать гори Дамрей, або Слонові гори, продовження Кардамонових гір. Найвища точка — гора Камтяй (1081 м).
На сході — відроги Аннамських гір, переважно кристалічні породи.
На півночі — відроги масиву Дангрек.

Рельєф Камбоджі
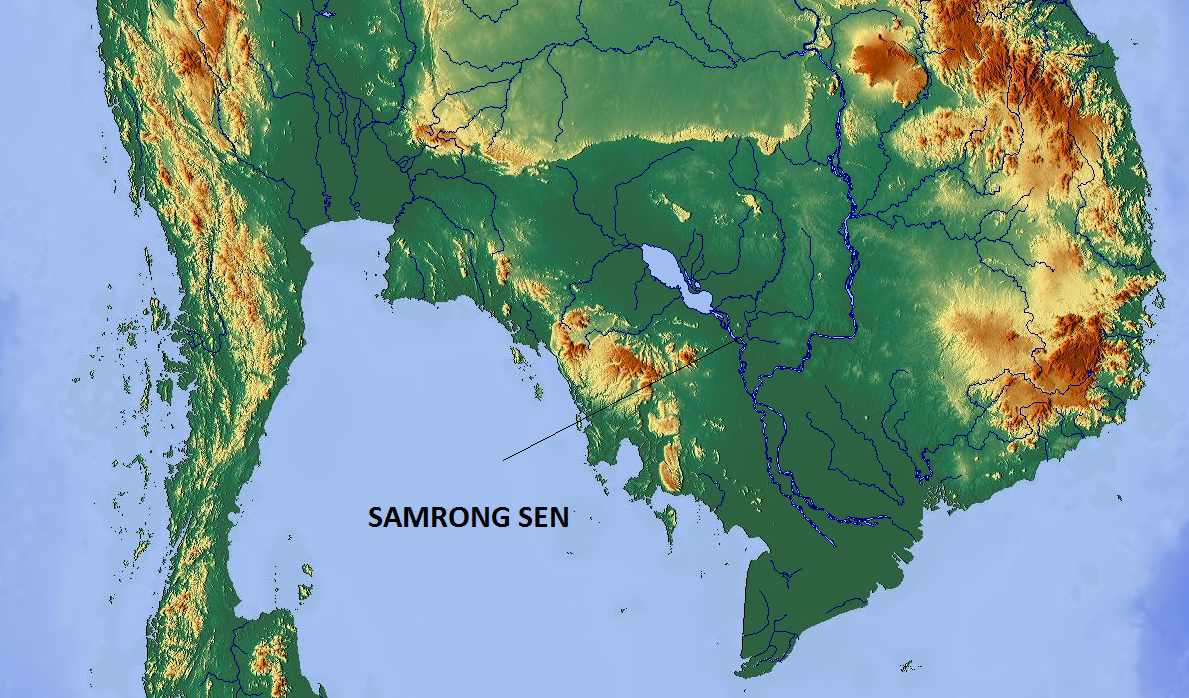
Рельєф Камбоджі
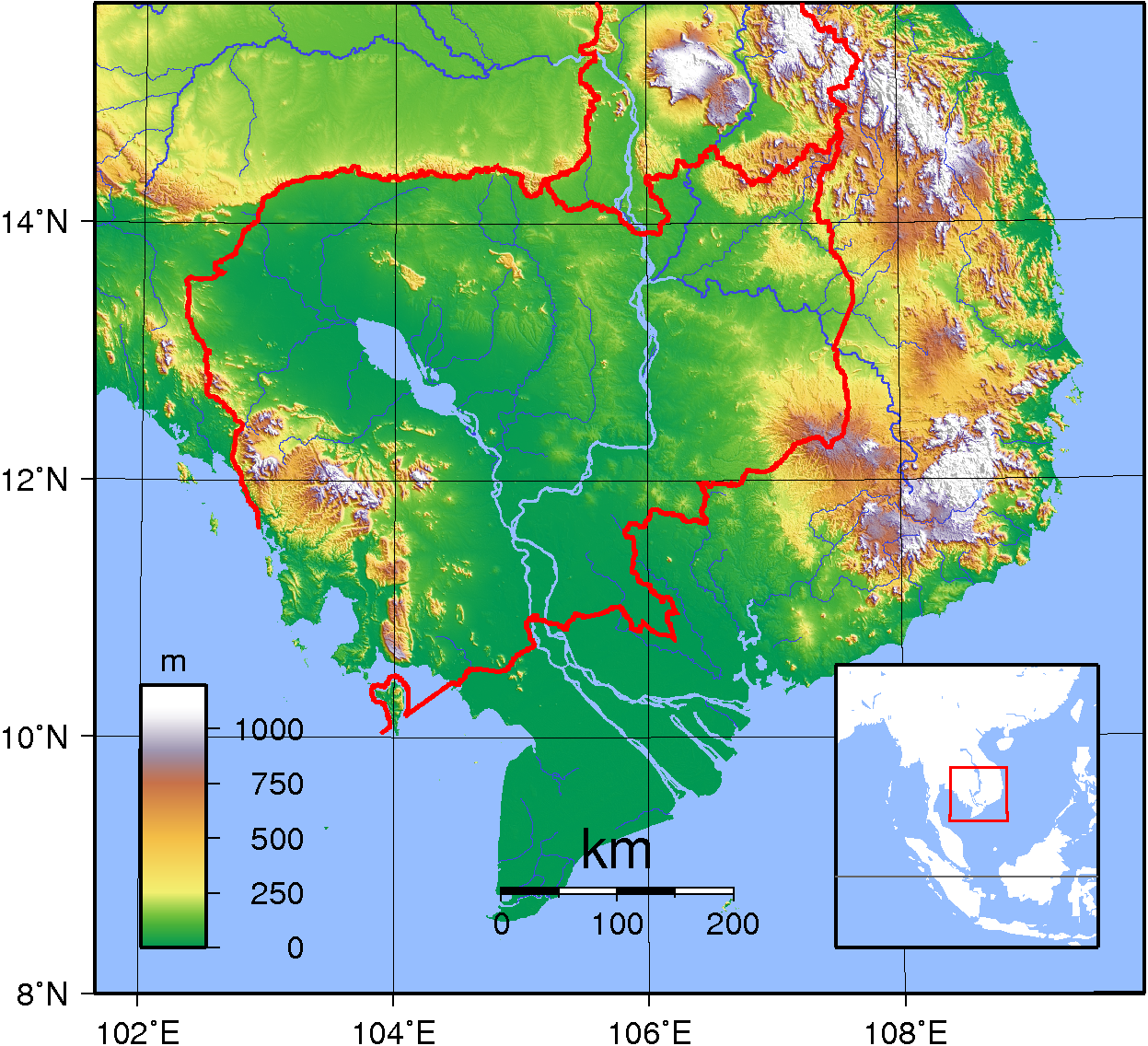
Гіпсометрична карта Камбоджі
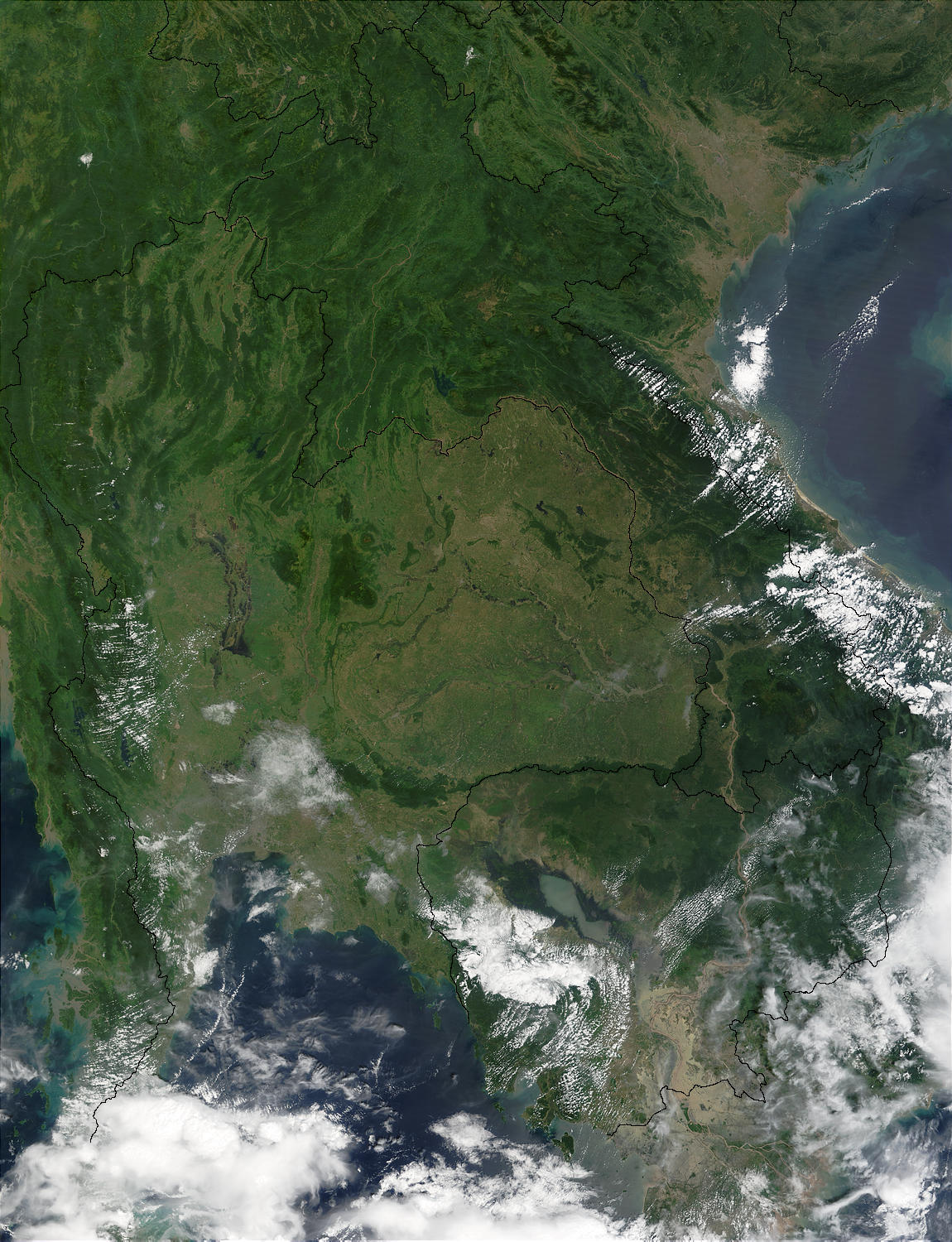
Супутниковий знімок поверхні країни
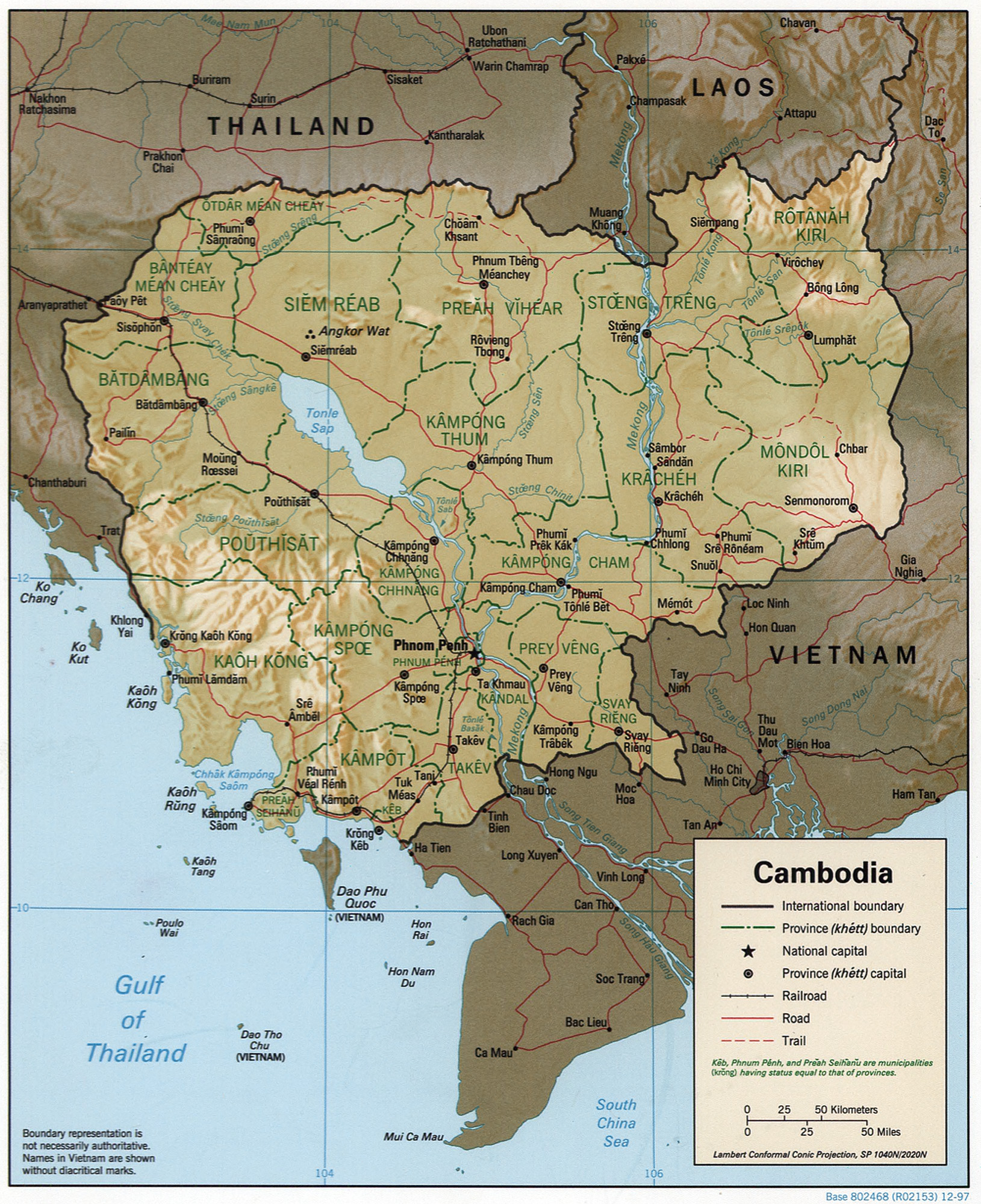
Карта країни (англ.)

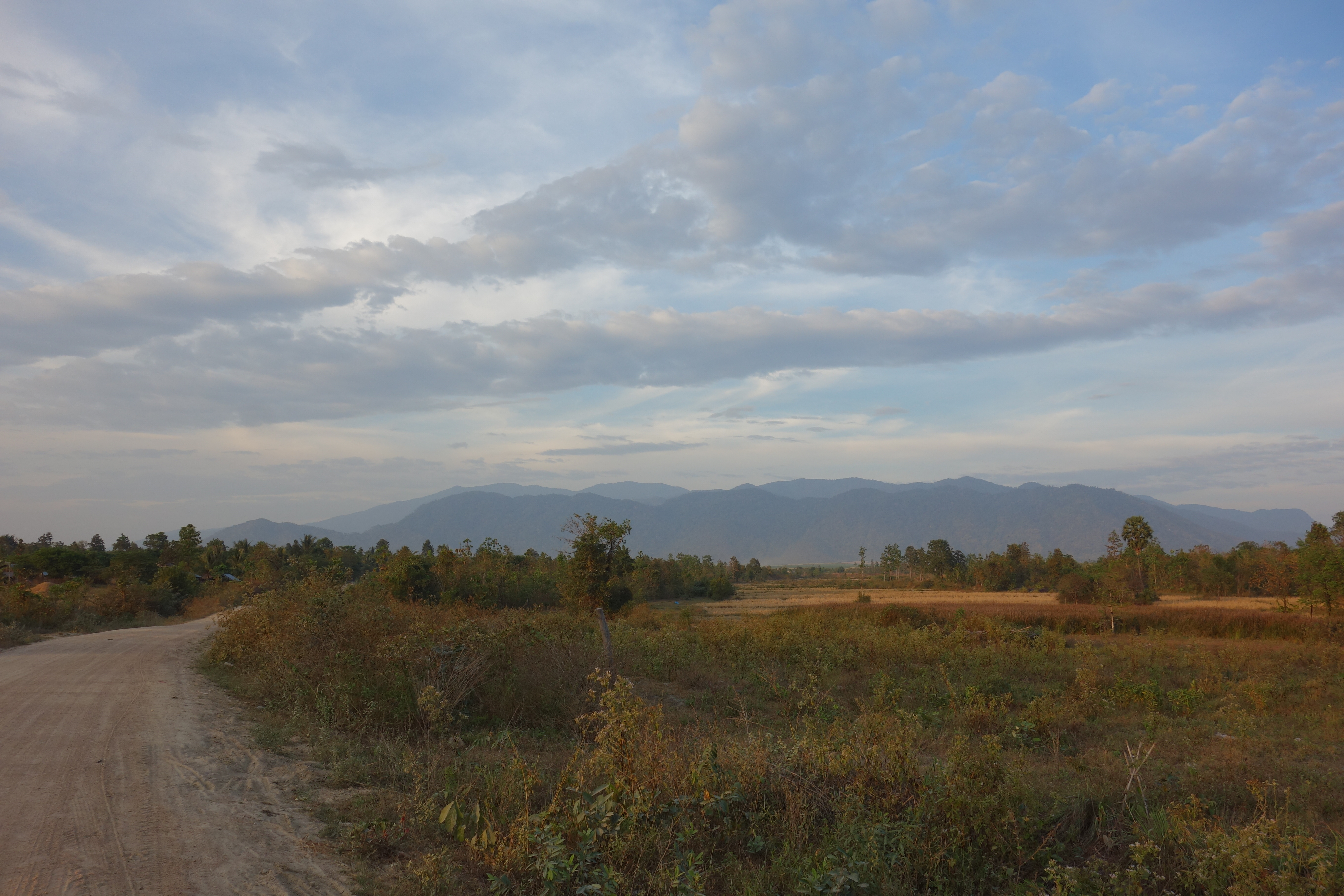
Гора Фом-Ораль
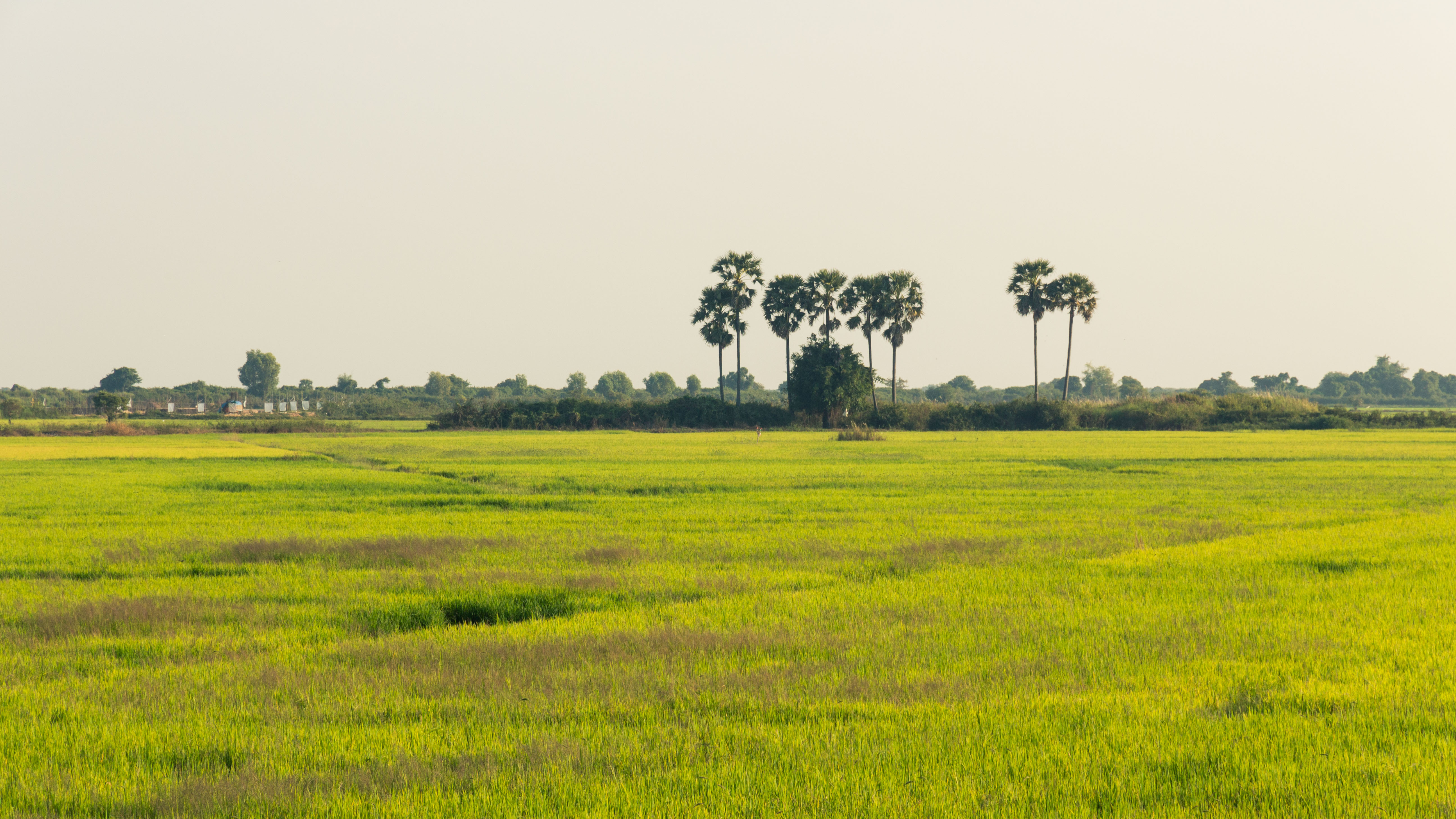
Камбоджійська рівнина
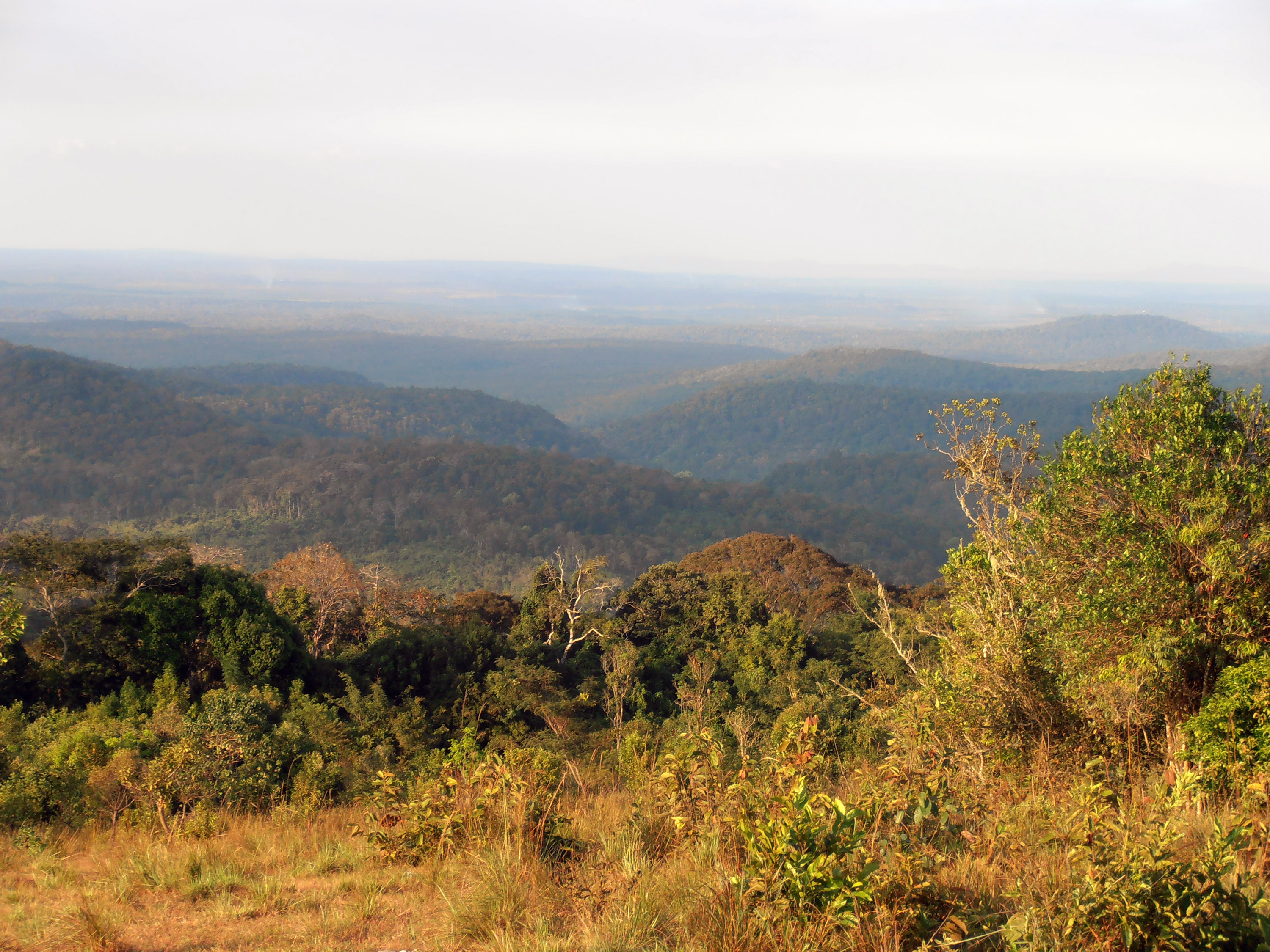
Відроги Аннамських гір
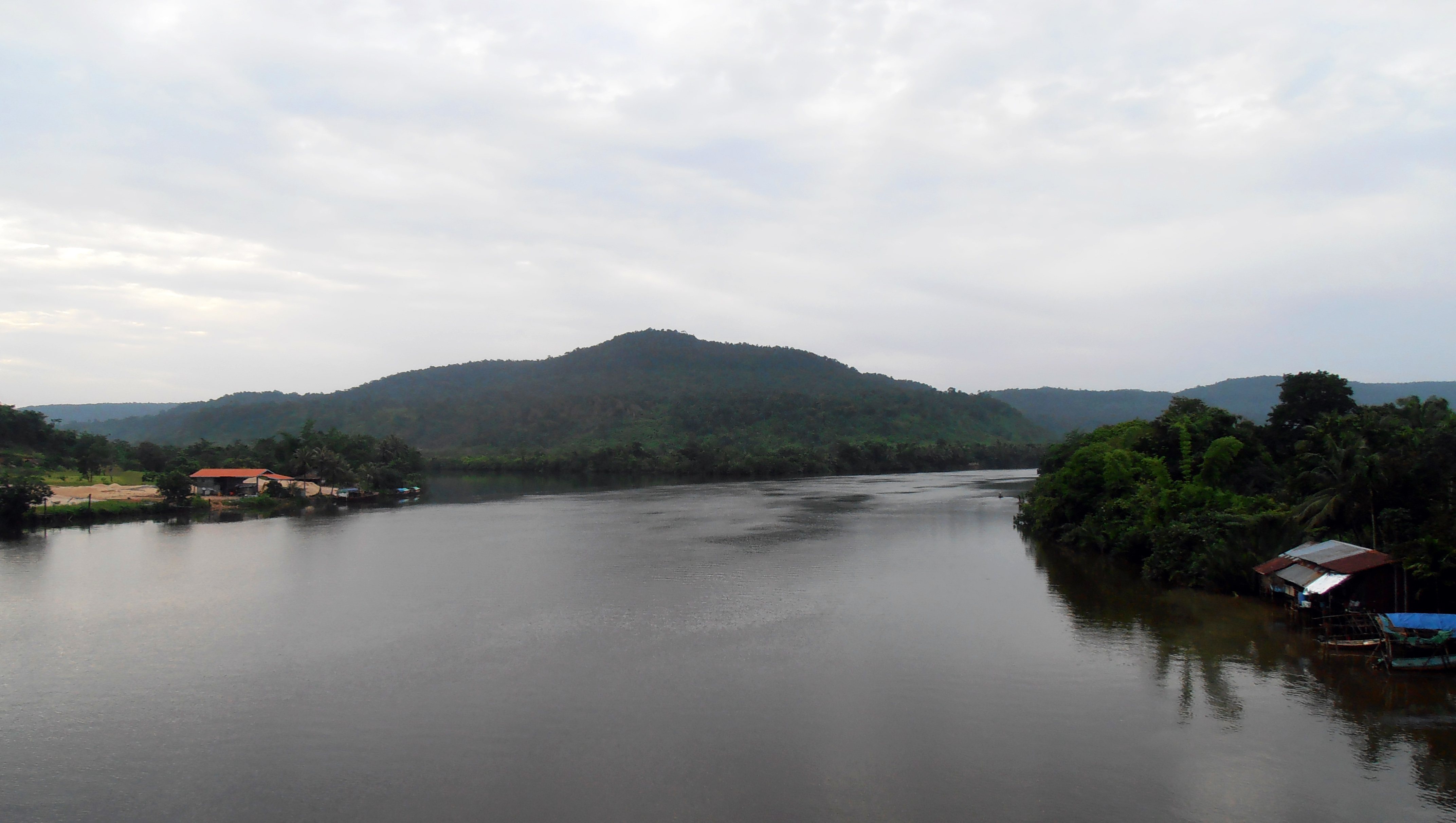
Кардамонові гори
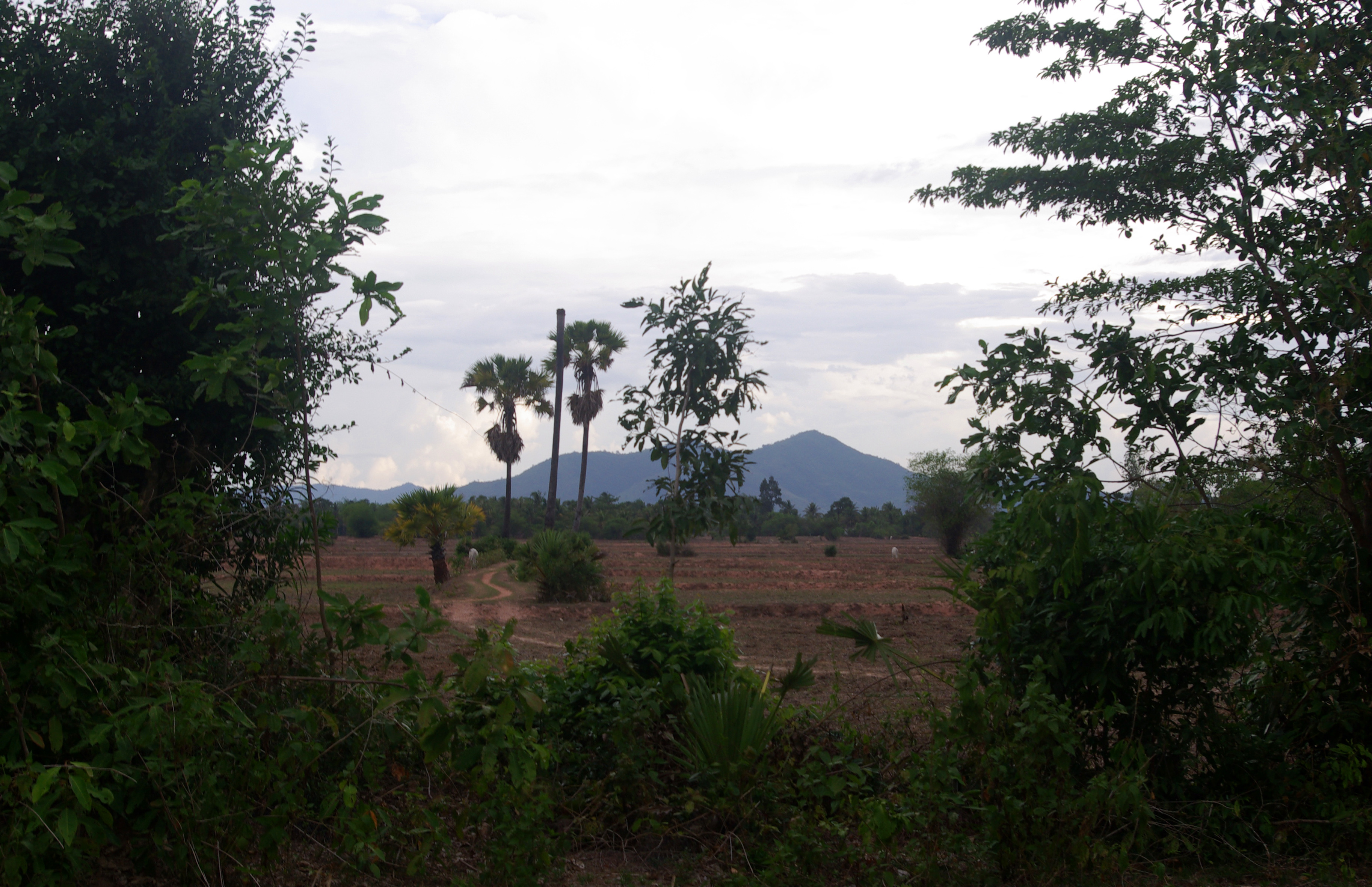
Слонові гори

### Узбережжя
Камбоджа на південному заході омивається водами Сіамської затоки Тихого океану. Берегова лінія Камбоджі (435 км) розчленована численними затоками та бухтами (найбільша затока — Кампонгсаом).

### Острови

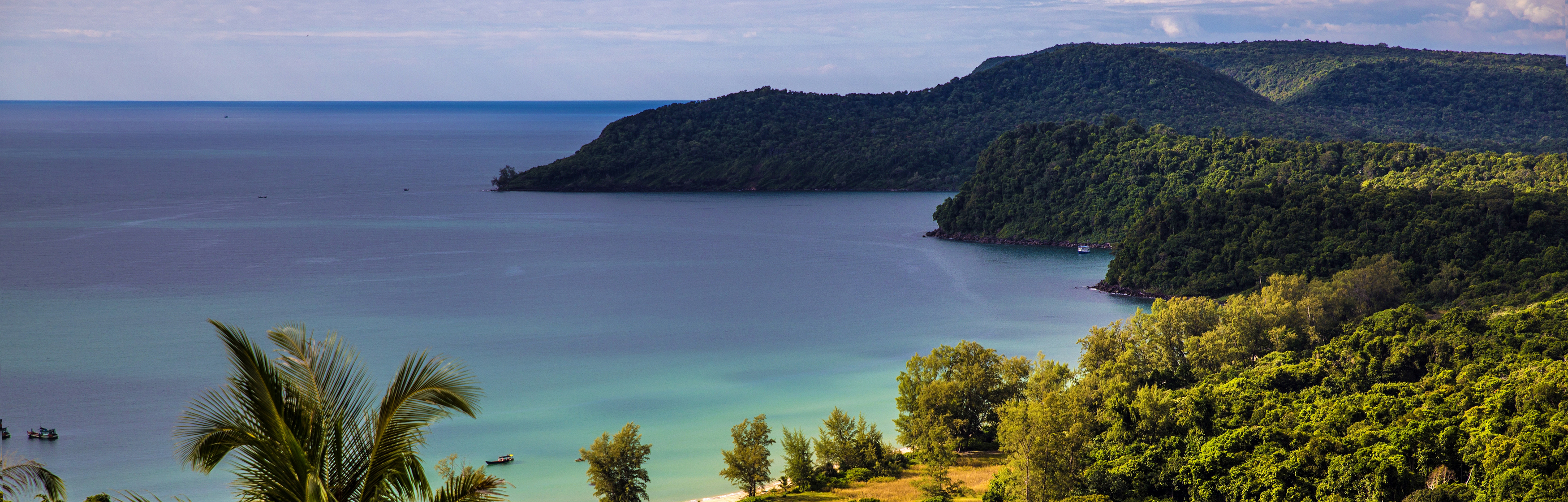
Острів Ронгсанлем

Прибережні острови: Конг, Ронг, Ронгсанлем та інші.

## Клімат
Територія Камбоджі лежить у субекваторіальному кліматичному поясі. Влітку переважають екваторіальні повітряні маси, взимку — тропічні. Влітку вітри дмуть від, а взимку до екватора. Сезонні амплітуди температури повітря незначні, зимовий період не набагато прохолодніший за літній. Зволоження достатнє. У літньо-осінній період з морів та океанів часто надходять руйнівні тропічні циклони. Зима переважно суха й тепла, літо — вологе й жарке. Пересічна температура найтеплішого місяця (квітня) +29…+30 °C, найхолоднішого (грудня) +25…+26°C. На рівнині випадає 700—1500 мм опадів на рік, у горах до 2000 мм.

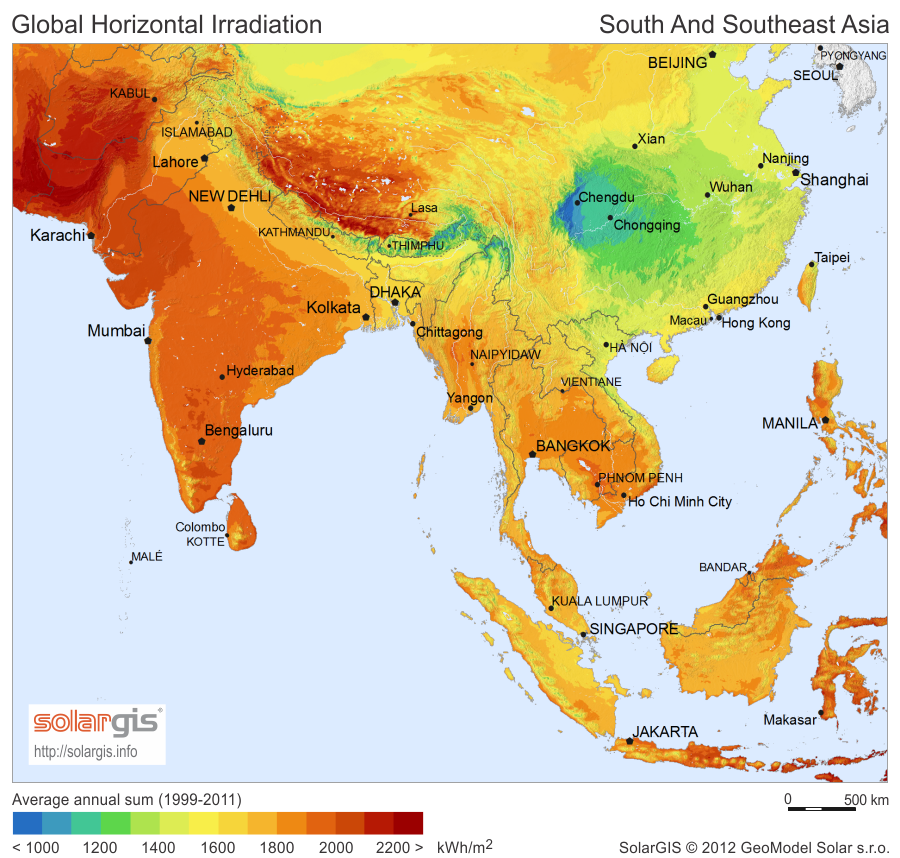
Сонячна радіація (англ.)
Кліматична карта Камбоджі (за Кеппеном)
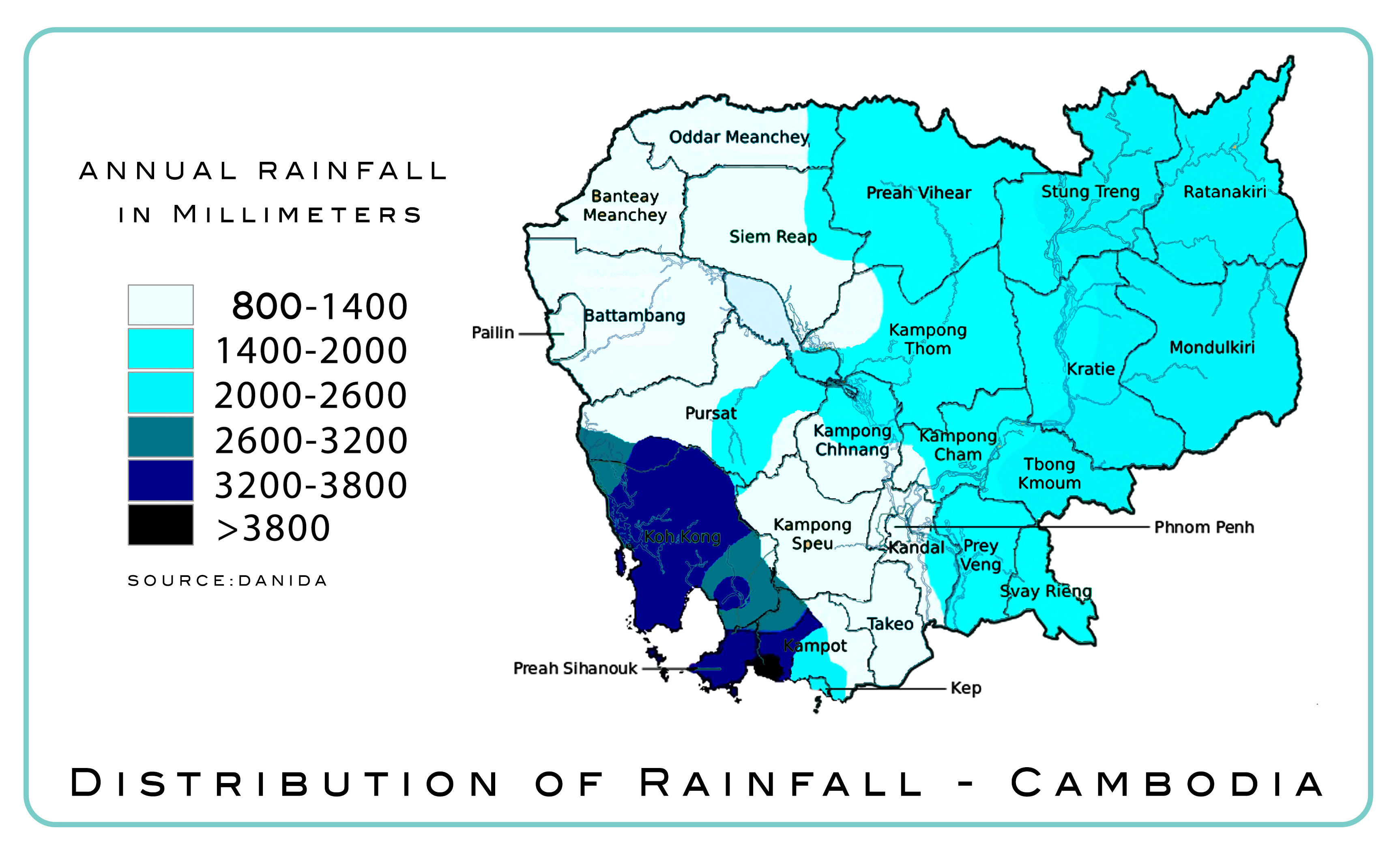
Атмосферні опади в Камбоджі

Камбоджа є членом Всесвітньої метеорологічної організації (WMO), в країні ведуться систематичні спостереження за погодою.

## Внутрішні води

### Річки
Річки країни належать басейну Тихого океану. Річкова сітка густа. Головна річка — Меконг перетинає країну з півночі на південь протягом 486 км. Для річки характерні сезонні коливання рівня води (12—15 м у горах, 7—9 м на рівнині). Максимальні витрати води припадають на осінній період.

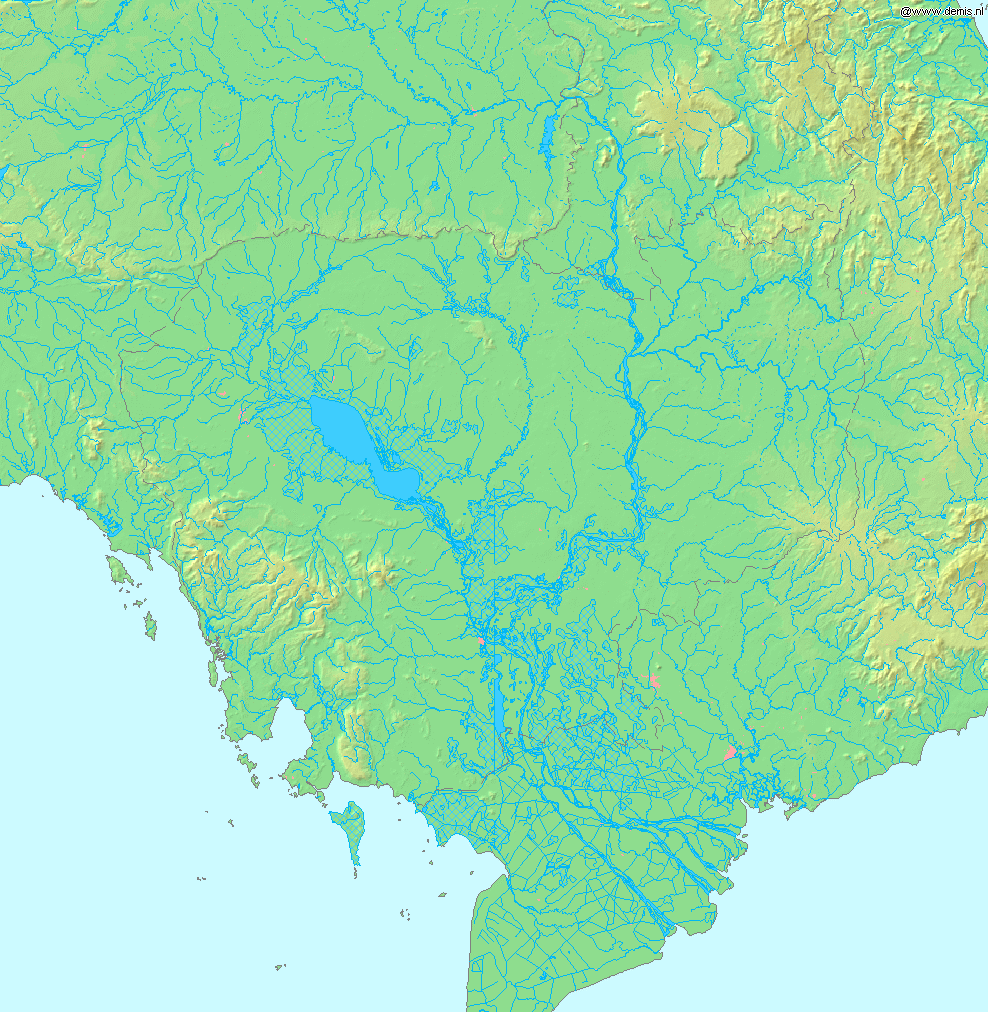
Гідрографічна мережа Камбоджі
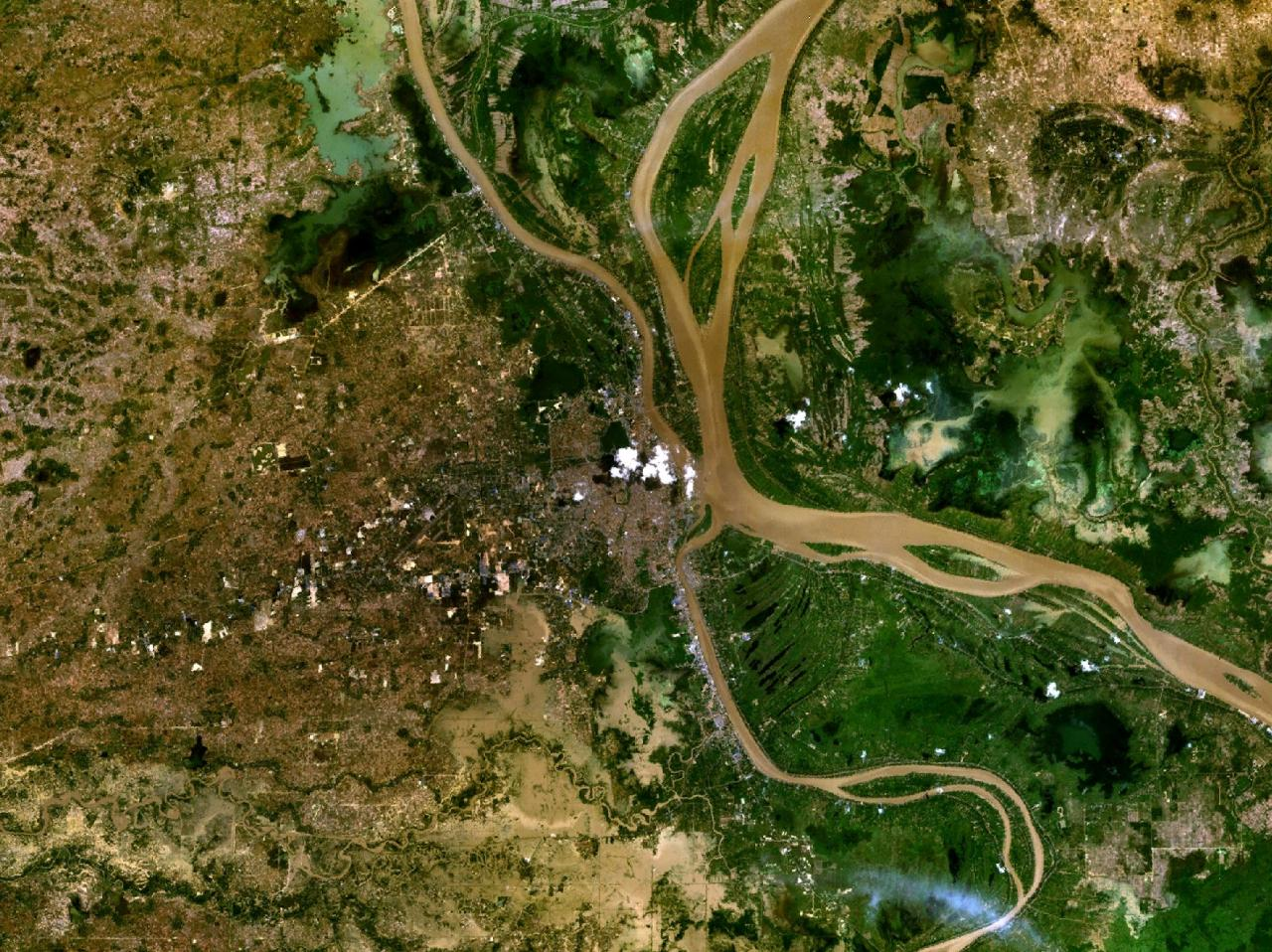
Меконг поблизу Пномпеня з космосу
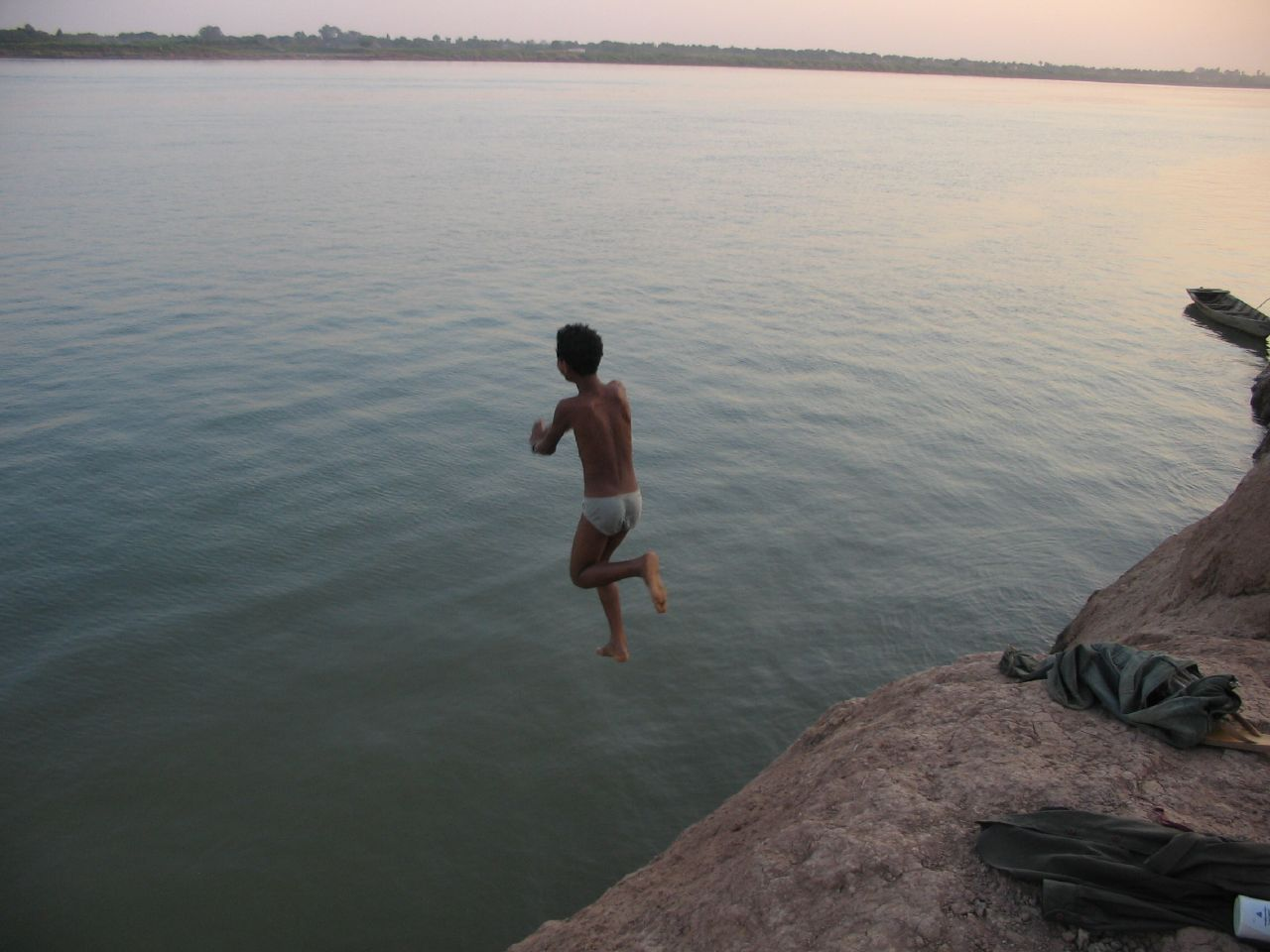
Річка Меконг
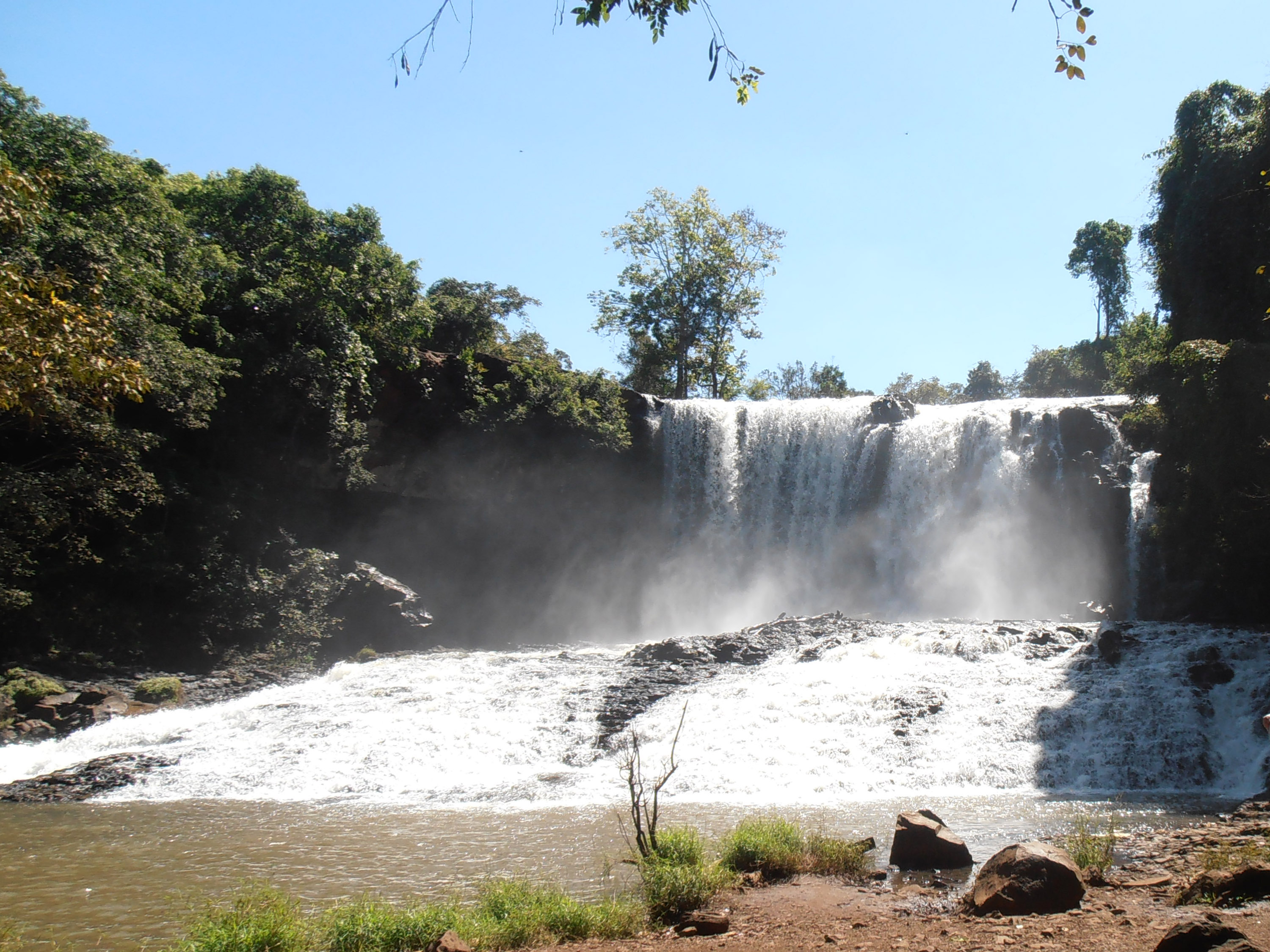
Водоспад Чрей-Том
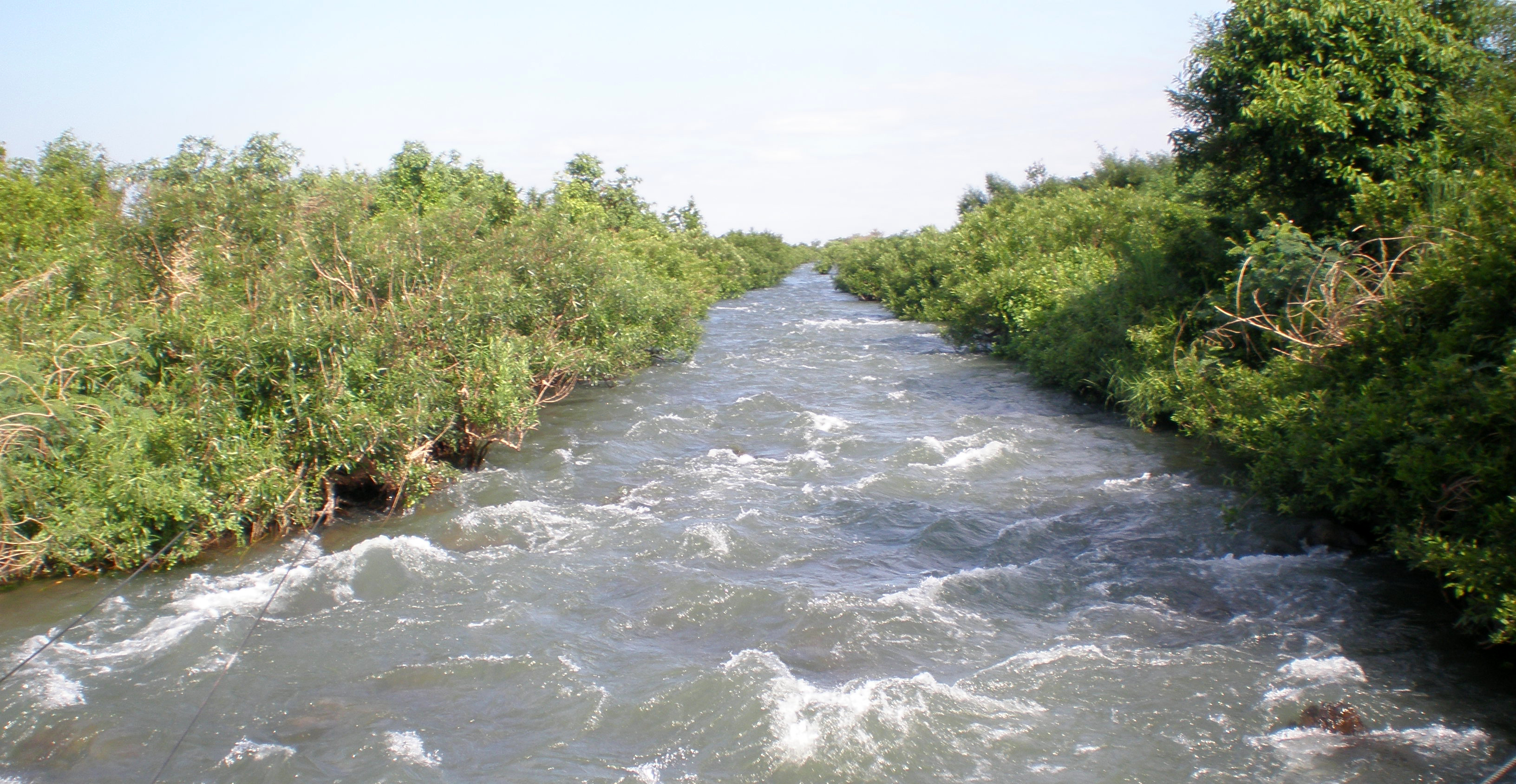
Короткі притоки Меконгу

### Озера
Найбільше озеро держави розташоване на заході — мілководний Тонлесап (16 тис. км²). Через рівнинний характер навколишнього рельєфу, озеро, під час повені, розливається на десятки кілометрів навкруги. Це часто призводить до значних збитків господарству.

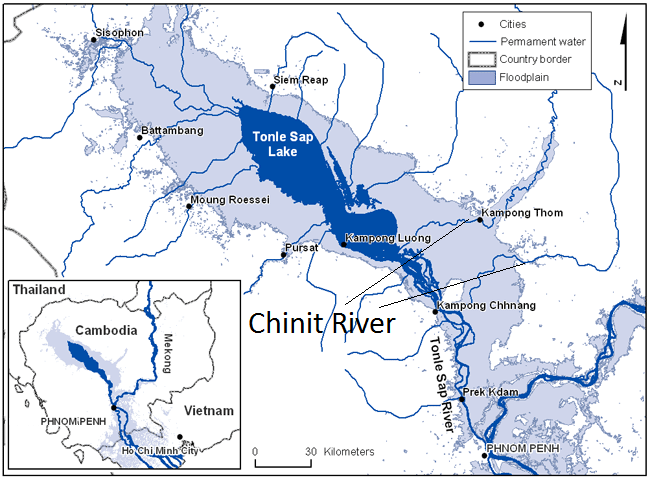
Сточище озера Тонлесап
Схема наповнення озера Тонлесап
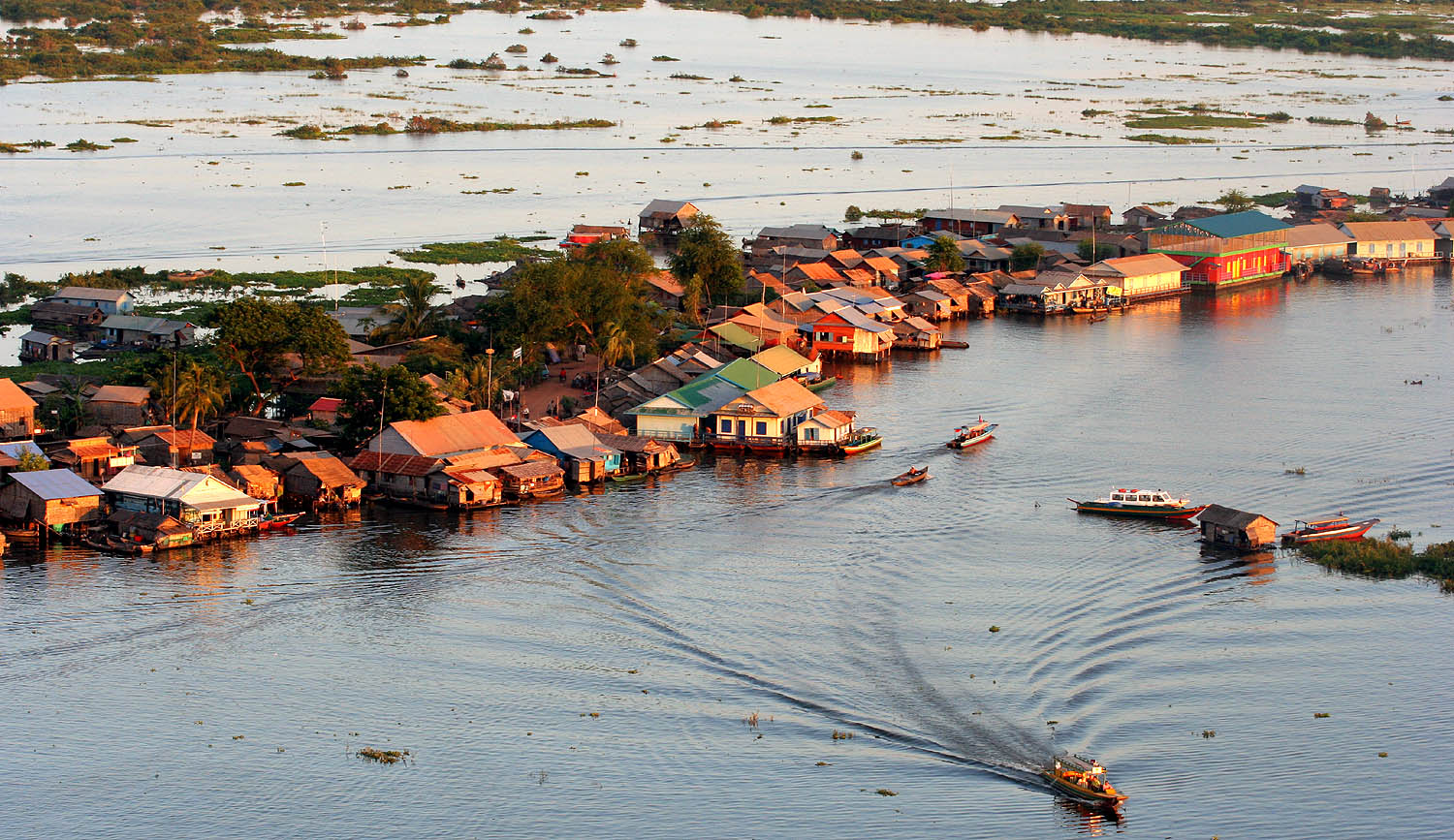
На озері Тонлесап

## Ґрунти
На рівнинах поширені родючі алювіальні й червоноземні, в горах — латеритні ґрунти.

## Рослинність
Під лісами знаходиться близько 75 % території країни. У рослинності Камбоджі на сході переважають листопадні тропічні ліси. У горах на латеритних ґрунтах — вічнозелені ліси із салового (Shorea robusta), тикового, камфорного та лакового дерев. Уздовж узбережжя Сіамської затоки — мангрові зарості. Значні площі займає савана із густими хащами бамбука та чагарників.

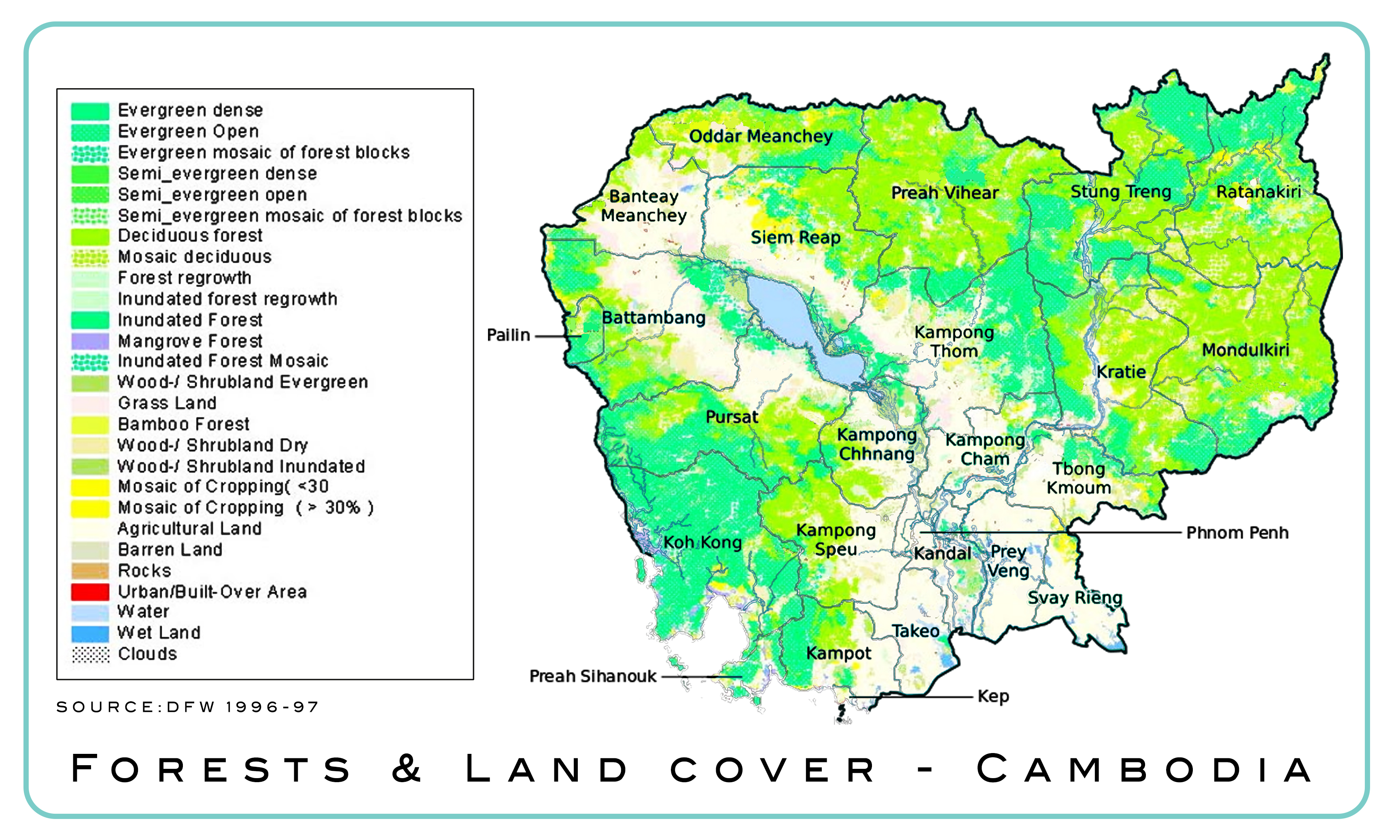
Рослинний покрив Камбоджі
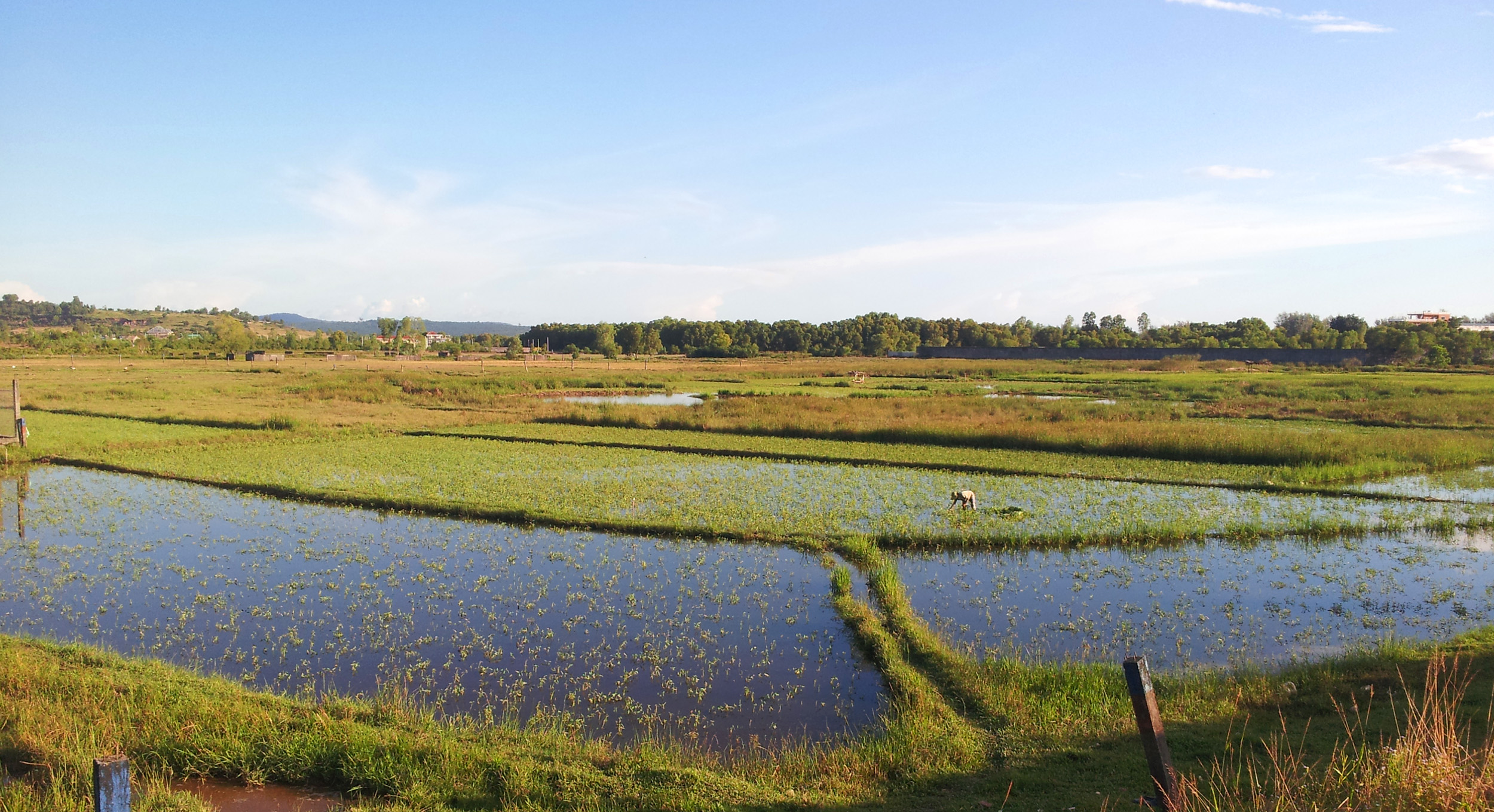
Марші на узбережжі
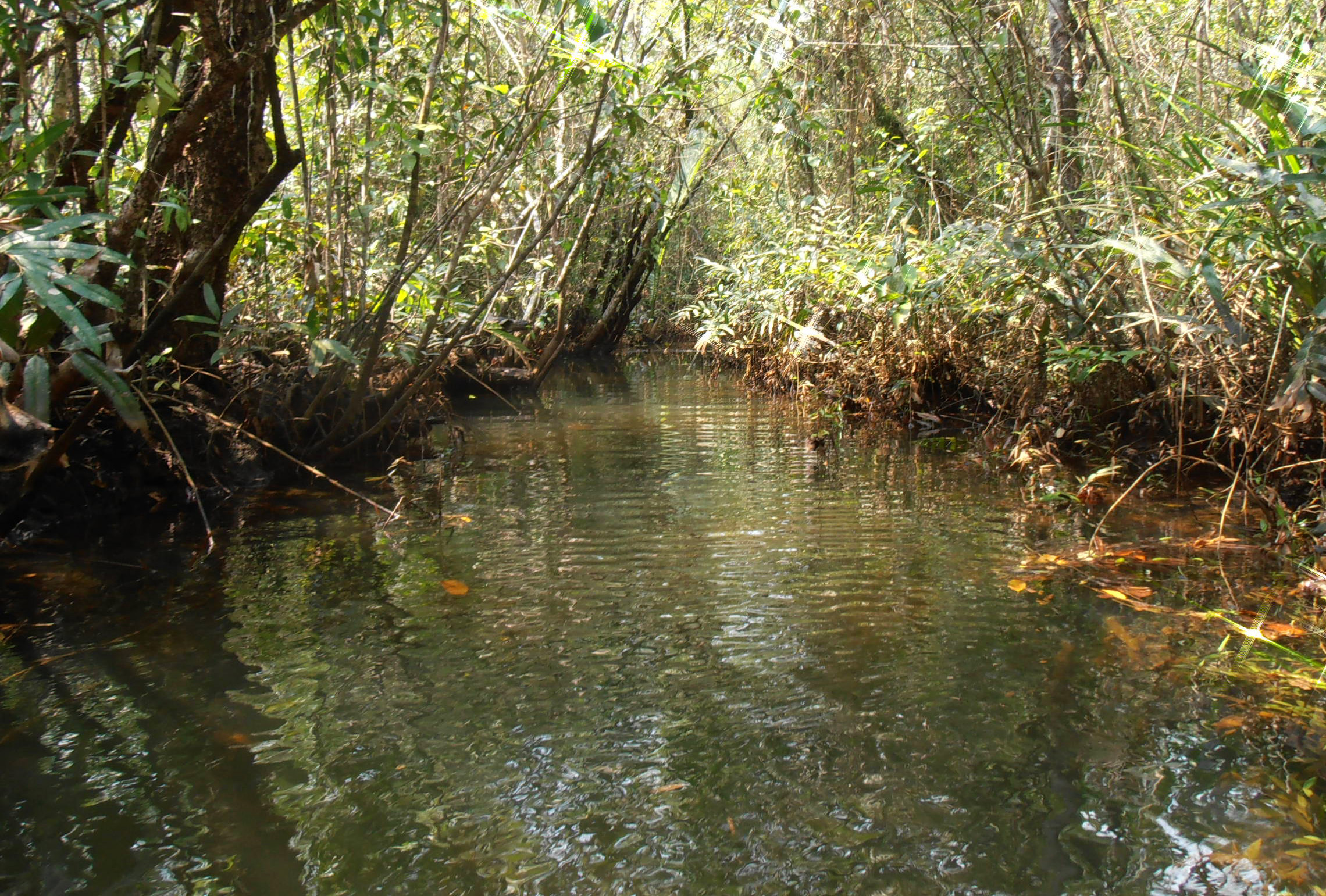
Мангрові зарості
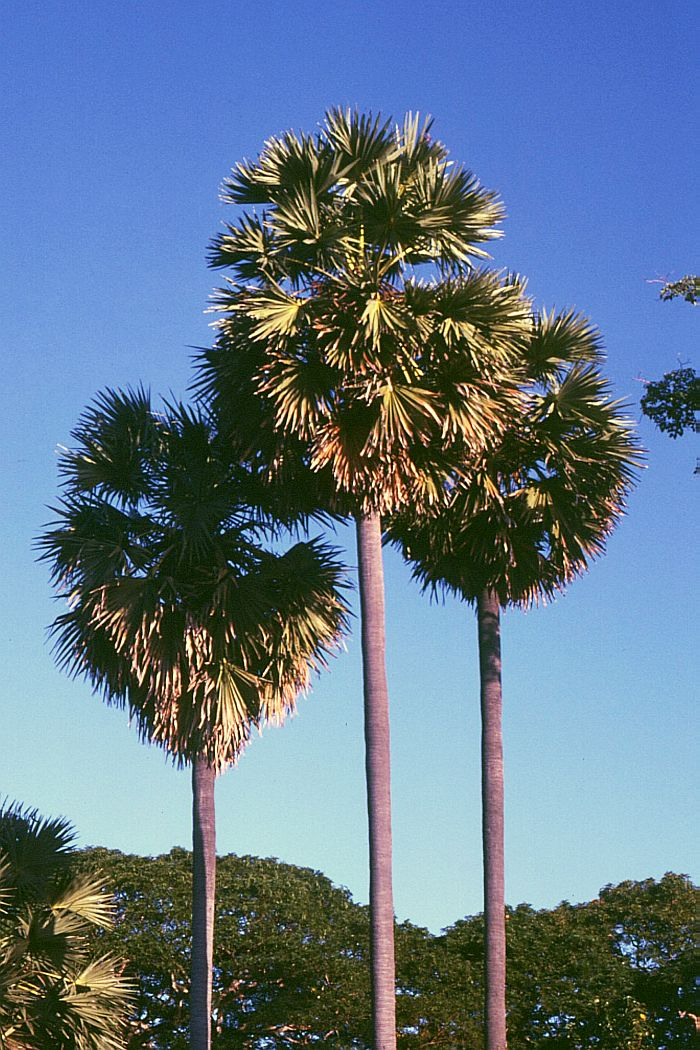
Цукрова пальма
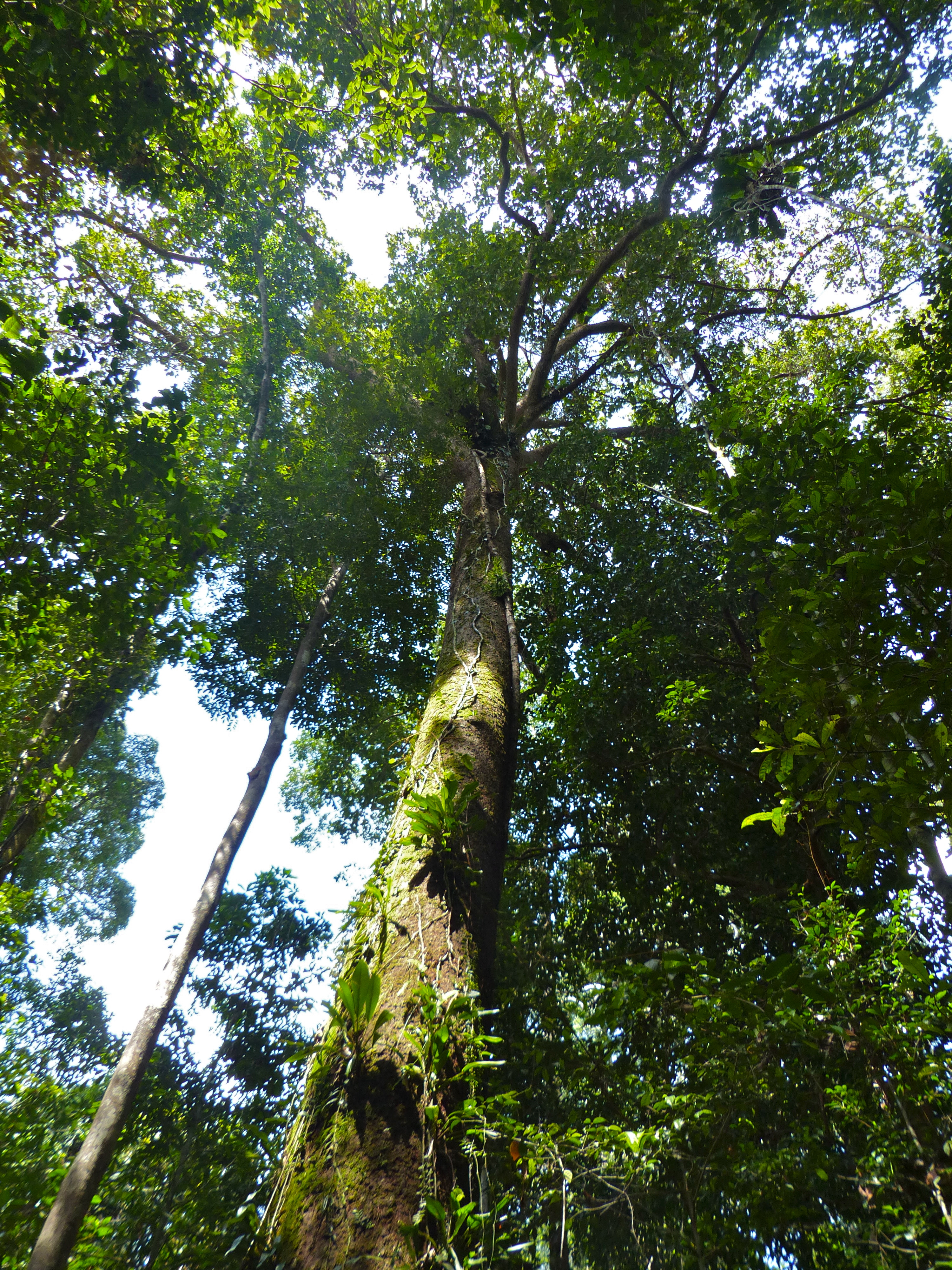
Диптерокарпові вологих тропічних лісів

## Тваринний світ
У зоогеографічному відношенні територія країни відноситься до Індокитайської провінції Індійсько-Індокитайської підобласті Індо-малайської області. У горах зустрічаються тигри, пантери, чорні ведмеді, слони. У Меконзі та його притоках збереглися крокодили, багато водоплавної птиці, водяться пелікани, фламінго. Озеро Тонлесап багате на рибу.

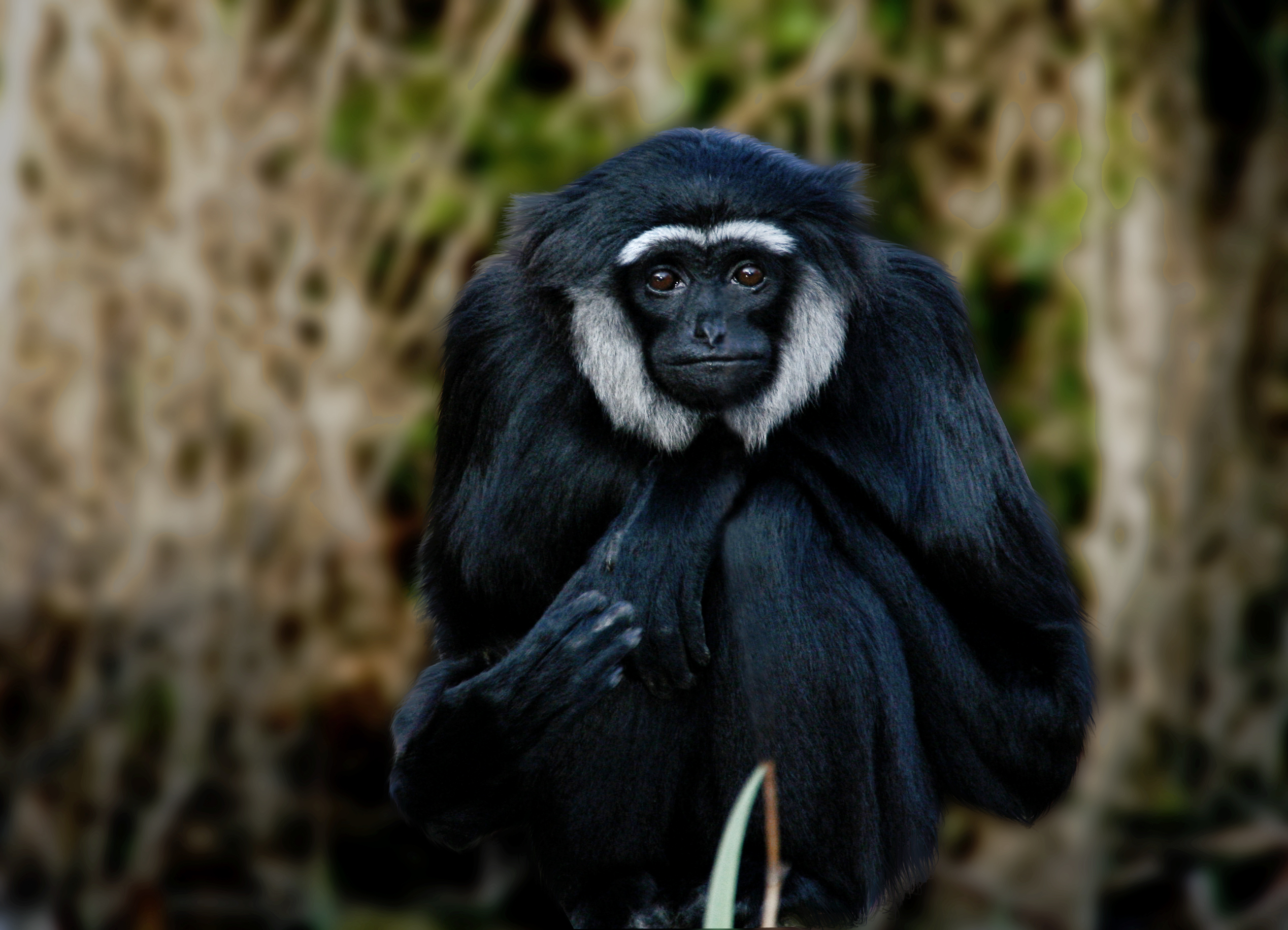
Гіббон чорнолапий

## Стихійні природні явища
На території країни спостерігаються небезпечні природні явища і стихійні лиха:
- сезон мусонних дощів (з червня по листопад);
- повіді;
- зрідка посухи[1].

## Природні ресурси

### Мінеральні ресурси
Надра країни вивчені недостатньо, виявлено поклади залізної руди, свинцю, золота, фосфоритів, дорогоцінного каміння (сапфіри, рубіни, циркони, аметисти і гранати), мармуру. Також виявлені родовища неякісного вугілля (лігніту), бокситів, вольфраму, кварцу, олова, каоліну, будівельних матеріалів — вапняку, базальту, латериту. Глина, пісок і гравій зустрічаються повсюдно.

### Водні ресурси
Загальні запаси відновлюваних водних ресурсів (ґрунтові і поверхневі прісні води) становлять 476,1 км³. Станом на 2012 рік в країні налічувалось 3540 км² зрошуваних земель.

### Земельні ресурси
Земельні ресурси Камбоджі (оцінка 2011 року):
- придатні для сільськогосподарського обробітку землі — 32,1 %,
  - орні землі — 22,7 %,
  - багаторічні насадження — 0,9 %,
  - землі, що постійно використовуються під пасовища — 8,5 %;
- землі, зайняті лісами і чагарниками — 56,5 %;
- інше — 11,4 %[1].

## Охорона природи
Серед екологічних проблем варто відзначити:
- незаконну діяльність лісозаготівельних підприємств по всій країні;
- незаконні копальні коштовного каміння на кордоні з Таїландом;
- руйнування мангрових заростей загрожує рибним ресурсам країни;
- ерозію ґрунтів;
- питна вода у містах не відповідає санітарним нормам;
- зниження рибних ресурсів через перевилов риби.

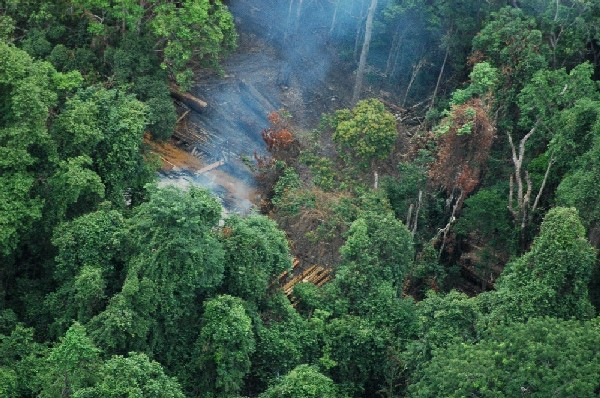
Зведення лісів
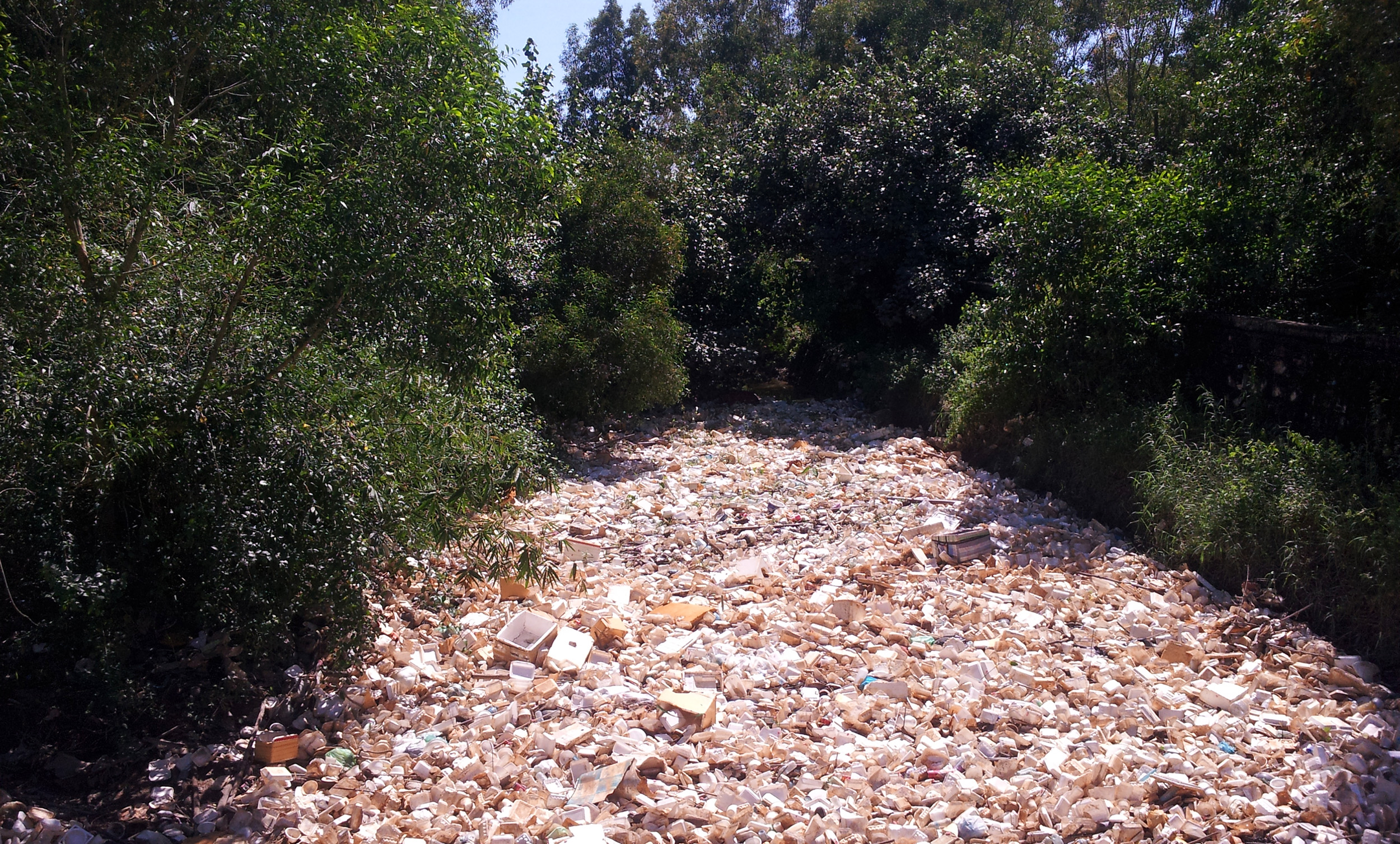
Забруднення узбережжя
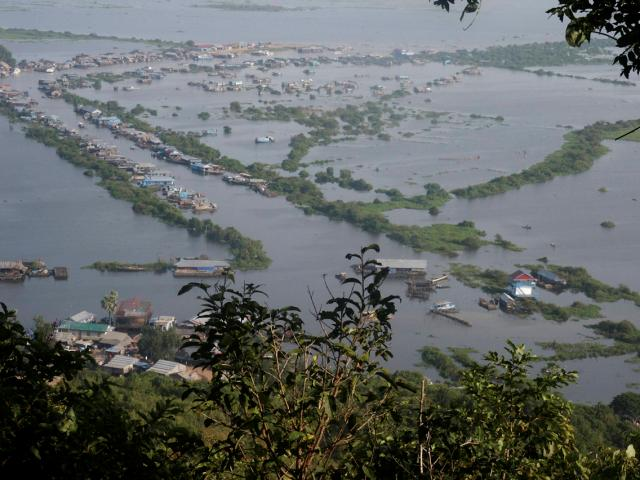
Повідь в Камбоджі

Камбоджа є учасником ряду міжнародних угод з охорони навколишнього середовища:
- Конвенції про біологічне різноманіття (CBD),
- Рамкової конвенції ООН про зміну клімату (UNFCCC),
- Кіотського протоколу до Рамкової конвенції,
- Конвенції ООН про боротьбу з опустелюванням (UNCCD),
- Конвенції про міжнародну торгівлю видами дикої фауни і флори, що перебувають під загрозою зникнення (CITES),
- Базельської конвенції протидії транскордонному переміщенню небезпечних відходів,
- Конвенції з охорони морських живих ресурсів,
- Монреальського протоколу з охорони озонового шару,
- Міжнародної конвенції запобігання забрудненню з суден (MARPOL),
- Міжнародної угоди про торгівлю тропічною деревиною 1994 року,
- Рамсарської конвенції із захисту водно-болотних угідь[15],
- Міжнародної конвенції з регулювання китобійного промислу[1].

Урядом країни підписані, але не ратифіковані міжнародні угоди щодо: міжнародного морського права.

## Фізико-географічне районування
У фізико-географічному відношенні територію Камбоджі можна розділити на _ райони, що відрізняються один від одного рельєфом, кліматом, рослинним покривом: .

### Українською
- Атлас світу / голов. ред. І. С. Руденко ; зав. ред. В. В. Радченко ; відп. ред. О. В. Вакуленко. — К. : ДНВП «Картографія», 2005. — 336 с. — ISBN 9666315467.
- Атлас. 7 клас. Географія материків і океанів / Укладачі О. Я. Скуратович, Н. І. Чанцева. — К. : ДНВП «Картографія», 2014.
- Бєлозоров С. Т. Географія материків. — К. : Вища школа, 1971. — 371 с.
- Барановська О. В. Фізична географія материків і океанів : навч. посіб. для студентів ВНЗ : [у 2 ч.]. — Н. : Ніжинський державний університет ім. Миколи Гоголя, 2013. — 306 с. — ISBN 978-617-527-106-3.
- Камбоджа // Гірничий енциклопедичний словник : [у 3-х тт.] / за ред. В. С. Білецького. — Д. : Східний видавничий дім, 2004. — Т. 3. — 752 с. — ISBN 966-7804-78-X.
- Дубович І. А. Країнознавчий словник-довідник. — 5-те вид., перероб. і доп. — К. : Знання, 2008. — 839 с. — ISBN 978-966-346-330-8.
- Откаленко М. П., Сєдих Ю. А. Країна кхмерів. — К.Київ, 1969.
- Панасенко Б. Д. Фізична географія материків : навч. посіб. : в 2 ч. — В. : ЕкоБізнесЦентр, 1999. — 200 с.
- Фізична географія материків та океанів : підруч. для студ. вищ. навч. закл. : у 2 т / за ред. П. Г. Шищенка. — К. : Видавництво Київського нац. ун-т ім. Т. Шевченка, 2009. — Т. 1. : Азія. — 643 с. — ISBN 978-966-439-257-7.
- Юрківський В. М. Регіональна економічна і соціальна географія. Зарубіжні країни: Підручник. — 2-ге. — К. : Либідь, 2001. — 416 с. — ISBN 966-06-0092-5.

### Англійською
- (англ.) Graham Bateman. The Encyclopedia of World Geography. — Andromeda, 2002. — 288 с. — ISBN 1871869587.

### Російською
- (рос.) Авакян А. Б., Салтанкин В. П., Шарапов В. А. Водохранилища. — М. : Мысль, 1987. — 326 с. — (Природа мира)
- (рос.) Алисов Б. П., Берлин И. А., Михель В. М. Курс климатологии [в 3-х тт.] / под. ред. Е. С. Рубинштейна. — Л. : Гидрометиздат, 1954. — Т. 3. Климаты земного шара. — 320 с.
- (рос.) Апродов В. А. Зоны землетрясений. — М. : Мысль, 2010. — 462 с. — (Природа мира) — ISBN 978-5-244-01122-7.
- (рос.) Букштынов А. Д., Грошев Б. И., Крылов Г. В. Леса. — М. : Мысль, 1981. — 316 с. — (Природа мира)
- (рос.) Верин В. П., Верина Н. А. Камбоджа. — М., 1960.
- (рос.) Власова Т. В. Физическая география материков. С прилегающими частями океанов. Евразия, Северная Америка. — 4-е, перераб. — М. : Просвещение, 1986. — 417 с.
- (рос.) Гвоздецкий Н. А. Карст. — М. : Мысль, 1981. — 214 с. — (Природа мира)
- (рос.) Гвоздецкий Н. А., Голубчиков Ю. Н. Горы. — М. : Мысль, 1987. — 400 с. — (Природа мира)
- (рос.) Географический энциклопедический словарь: географические названия / под. ред. А. Ф. Трёшникова. — 2-е изд., доп. — М. : Советская энциклопедия, 1989. — 585 с. — ISBN 5-85270-057-6.
- (рос.) Исаченко А. Г., Шляпников А. А. Ландшафты. — М. : Мысль, 1989. — 504 с. — (Природа мира) — ISBN 5-244-00177-9.
- (рос.) Каплин П. А., Леонтьев О. К., Лукьянова С. А., Никифоров Л. Г. Берега. — М. : Мысль, 1991. — 480 с. — (Природа мира) — ISBN 5-244-00449-2.
- (рос.) Косиков И. Г. Кампучия. — М. : Мысль, 1982.
- (рос.) Словарь современных географических названий / под общей редакцией акад. В. М. Котлякова. — Екатеринбург : У-Фактория, 2006.
- (рос.) Литвин В. М., Лымарев В. И. Острова. — М. : Мысль, 2010. — 288 с. — (Природа мира) — ISBN 978-5-244-01129-6.
- (рос.) Лобова Е. В., Хабаров А. В. Почвы. — М. : Мысль, 1983. — 304 с. — (Природа мира)
- (рос.) Максаковский В. П. Географическая картина мира. Книга I: Общая характеристика мира. — М. : Дрофа, 2008. — 495 с. — ISBN 978-5-358-05275-8.
- (рос.) Максаковский В. П. Географическая картина мира. Книга II: Региональная характеристика мира. — М. : Дрофа, 2009. — 480 с. — ISBN 978-5-358-06280-1.
- (рос.) Камбоджа // Поспелов Е. М. Топонимический словарь. — М. : АСТ, 2005. — 229 с. — ISBN 5-17-016407-6.
- (рос.) Пфеффер П. Азия. — М. : Прогресс, 1982. — 316 с. — (Континенты, на которых мы живем)
- (рос.) География / под ред. проф. А. П. Горкина. — М. : Росмэн-Пресс, 2006. — 624 с. — (Современная иллюстрированная энциклопедия) — ISBN 5-353-02443-5.
- (рос.) Физико-географический атлас мира. — М. : Академия наук СССР и Главное управление геодезии и картографии ГУГК СССР, 1964. — 298 с.
- (рос.) Энциклопедия стран мира / глав. ред. Н. А. Симония. — М. : НПО «Экономика» РАН, отделение общественных наук, 2004. — 1319 с. — ISBN 5-282-02318-0.